# Шпаликов, Геннадий Фёдорович
Генна́дий Фёдорович Шпа́ликов (6 сентября 1937, Сегежа, Карельская АССР — 1 ноября 1974, Переделкино, Ленинский район, Московская область) — советский киносценарист, кинорежиссёр и поэт. Автор и соавтор сценариев к фильмам «Застава Ильича» (режиссёр Марлен Хуциев, первый вариант — 1962, выход на экран под названием «Мне двадцать лет» — 1965); «Я шагаю по Москве» (Георгий Данелия, 1963); «Я родом из детства» (Виктор Туров, 1966); «Ты и я» (Лариса Шепитько, 1971); «Пой песню, поэт…» (Сергей Урусевский, 1971). По собственному сценарию поставил фильм «Долгая счастливая жизнь» (1966), получивший главный приз на фестивале авторского кино в Бергамо. Работа кинодраматурга в мультипликации связана с написанием сценариев к анимационным фильмам «Жил-был Козявин» (1966) и «Стеклянная гармоника» (1968), снятым Андреем Хржановским. Ряд сценариев Шпаликова («Причал», «Летние каникулы», «Девочка Надя, чего тебе надо?», «Прыг-скок, обвалился потолок» и другие) не получили экранного воплощения ни при жизни автора, ни после его смерти.
Шпаликов — автор текстов песен и стихотворений «Палуба», «Я шагаю по Москве», «Ах, утону я в Западной Двине…», «Рио-рита, рио-рита…» («Городок провинциальный»), «Людей теряют только раз», «Бывают крылья у художников», «По несчастью или к счастью…», «Садовое кольцо», звучащих в советских и российских фильмах разных лет. Первый сборник произведений Шпаликова «Избранное», включающий сценарии, стихи, песни и заметки, вышел посмертно в издательстве «Искусство» в 1979 году.
Шпаликов, заложивший, по мнению критиков, новые принципы сюжетосложения в советской кинодраматургии, покончил жизнь самоубийством 1 ноября 1974 года в Переделкине. В XXI веке в память о сценаристе и поэте были открыты мемориальные доски в Москве, Киеве и Сегеже. В 2009 году у входа во ВГИК был установлен памятник трём выпускникам этого вуза — Андрею Тарковскому, Геннадию Шпаликову и Василию Шукшину.

## Семья. Детские и юношеские годы

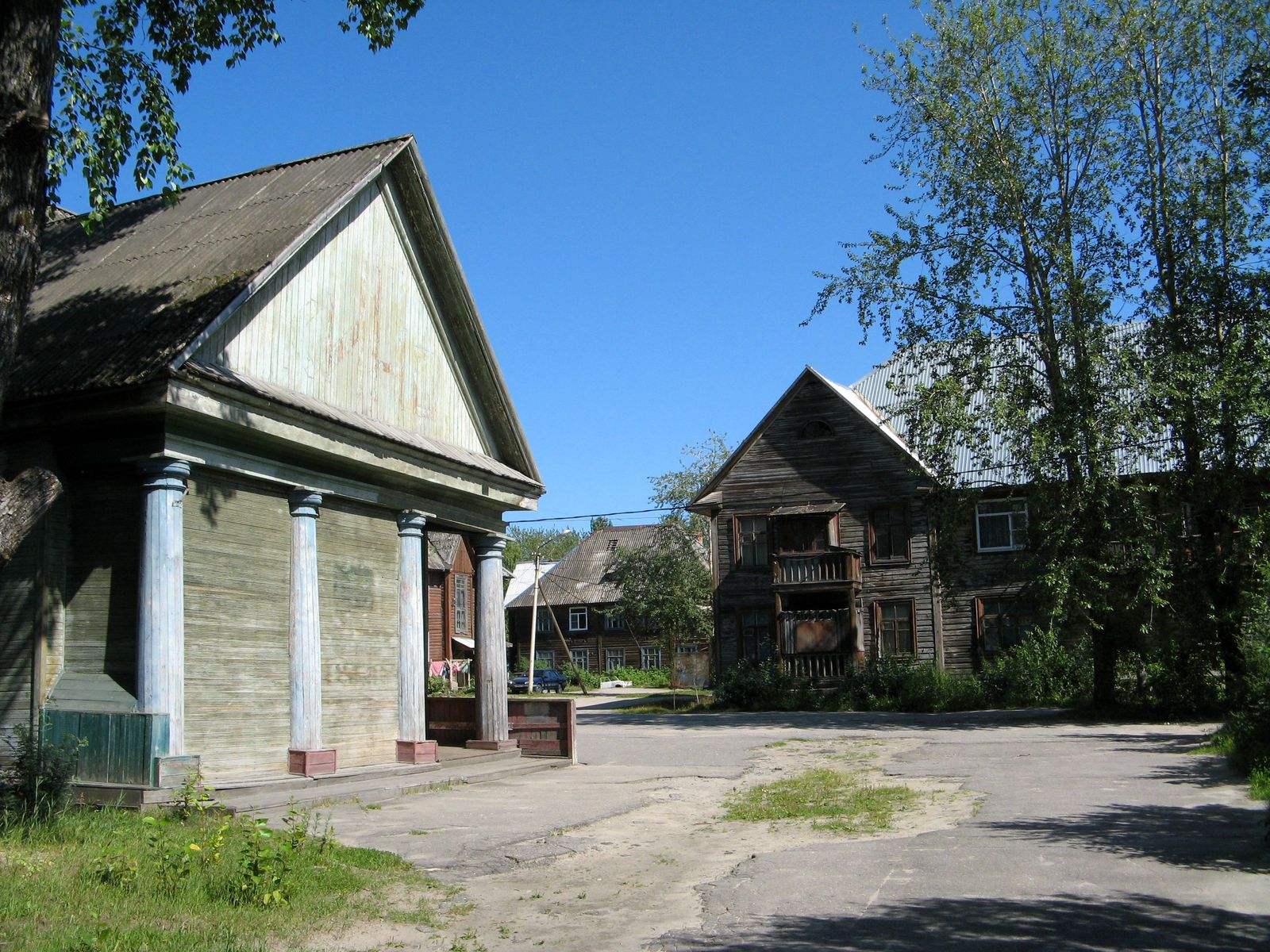
Сегежа — малая родина Геннадия Шпаликова

Геннадий Шпаликов родился 6 сентября 1937 года в семье Фёдора Григорьевича и Людмилы Никифоровны Шпаликовых. Фёдор Григорьевич (1908—1945) появился на свет в башкирском селе Зирган (именно отцовские восточные корни обозначились во внешности смуглого широкоскулого Геннадия) и изначально носил фамилию Шкаликов. Замена одной буквы, сделанная ради «благозвучия», произошла во время его учёбы в Военно-инженерной академии имени Куйбышева. После окончания учёбы военный инженер Фёдор Шпаликов остался в Москве и женился на уроженке Воронежской губернии Людмиле Перевёрткиной (1918—1985). В 1936 году глава семьи получил назначение на работу в Карелии, где в посёлке Сегежа началось строительство целлюлозно-бумажного комбината; Людмила отправилась вслед за супругом. Там родились их дети — сначала Геннадий, затем Елена. В 1939 году, когда возведение комбината завершилось, Шпаликовы вернулись в столицу.
В автобиографии, написанной при поступлении во ВГИК, Геннадий Шпаликов сообщал, что в 1941 году Военно-инженерная академия, в которой работал его отец, была эвакуирована во Фрунзе. Туда же уехали и семьи специалистов, в том числе Людмила Шпаликова, поселившаяся вместе с детьми в расположенном неподалёку от киргизской столицы селении Нижняя Ала-Арча. По другим сведениям, во время войны Шпаликовы жили в башкирском Зиргане. Пробыв в эвакуации более двух лет, они возвратились в Москву. В январе 1945 года  Фёдор Григорьевич Шпаликов, добившийся перевода на фронт, пропал без вести под Бабимостом.
В 1945 году Геннадий пошёл в среднюю московскую школу № 153, но проучился там недолго. Два года спустя он стал воспитанником Киевского суворовского училища. Решение об отправке сына в Киев Людмила Никифоровна приняла после консультаций с братом — генерал-полковником Семёном Перевёрткиным, который считал, что будущая профессия мальчика должна быть связана с армией. Несмотря на то что десятилетний Геннадий, как и другие дети военного времени, повзрослел достаточно рано, расставание с близкими далось ему нелегко — в одном из писем матери он признавался, что «скучает, но не плачет». Жизнь Шпаликова-суворовца была весьма насыщенной: он посещал исторический кружок, занимался прыжками с вышки, играл в футбол, показывал хорошие результаты в плавании; в училище он освоил и некоторые дисциплины из системы дворянского воспитания — например, танцы и фехтование. В 1955 году два его стихотворения — «Переулок юности» и «Над аллеей клёны заснули» — были опубликованы в молодёжной газете «Сталинское племя».
В том же году Шпаликов был зачислен в Московское пехотное училище имени Верховного Совета РСФСР, носившее «народное» название «Кремлёвка». «Суворовский» опыт позволил ему уже в первые месяцы учёбы стать командиром отделения и получить звание младшего сержанта. Тем не менее с карьерой профессионального военного всё-таки пришлось распрощаться: во время масштабных учений Геннадий, передвигаясь на лыжах, травмировал в траншее колено и едва не попал под танк. Затем был долгий восстановительный период, после чего медицинская комиссия вынесла вердикт: курсант Шпаликов к дальнейшему обучению не годен. Позднее эта тема нашла отражение в одном из его стихотворений: «Не получился лейтенант. / Не вышел. Я — не получился, / Но, говорят, во мне талант / Иного качества открылся…»

## Учёба во ВГИКе
Первое упоминание о ВГИКе как потенциальном месте учёбы прозвучало в одном из писем Геннадия в декабре 1955 года, когда стало понятно, что курсант Шпаликов вряд ли продолжит военную карьеру: «Есть возможность поступить в Институт кинематографии на факультет литературного сценария». Судя по дневниковым заметкам, будущий кинодраматург поначалу испытывал сомнения: «В киноинститут тянет и не тянет…» Летом 1956 года выбор был сделан, и в дневнике появилась запись: «20 августа меня приняли во ВГИК. Пройдя чудовищный конкурс, я попал в один из самых интересных институтов. Радости не было, лёгкости тоже. <…> Как-то всё сложится впереди».
Во ВГИКе Шпаликов довольно быстро стал «местной знаменитостью». Он, со своей военной выправкой и собственным стилем в одежде (вельветовый пиджак, прорезиненный плащ, кепка-«лондонка»[прояснить]), был заметен даже внешне. Как писал впоследствии режиссёр Александр Митта, Геннадий «был неправдоподобно красив. Фотографии сохранили только правильность и мужскую привлекательность его лица. Но они не способны передать волшебную смесь доброты, иронии, нежности и сдержанной силы, которая была его аурой… Это обаяние разило наповал». В первые же годы сформировался и «ближний круг» Шпаликова, в который входили сценарист и актёр Павел Финн, оператор Александр Княжинский, кинорежиссёр Юлий Файт, киновед Наум Клейман.

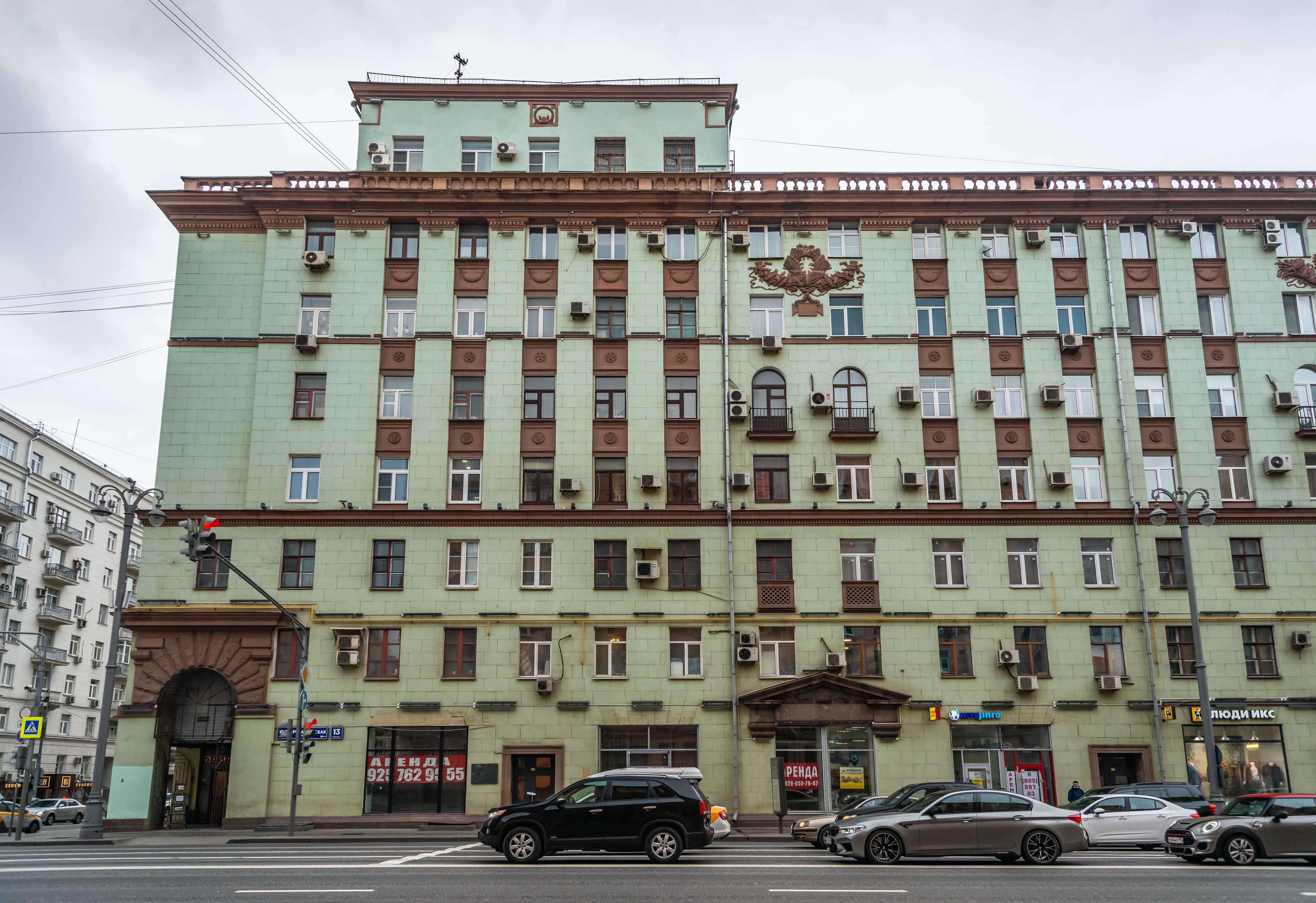
1-я Тверская-Ямская улица, 13 (ранее ул. Горького, 43). На стене дома установлена памятная доска, сообщающая, что здесь с 1956 по 1960 год жил Геннадий Шпаликов

Руководителем сценарной мастерской, в которой занимался Шпаликов, был один из основателей ВГИКа — Валентин Туркин. По его рекомендации Геннадий начал писать для студии имени Горького сценарий к фильму «Человек-амфибия». В производство эта работа так и не попала, однако сама идея, по словам Наума Клеймана, была интересной: согласно замыслу Шпаликова, драма главного героя заключалась в том, что он принадлежал одновременно и водной, и земной стихии. Летнюю практику студенты-сценаристы проводили в творческих поездках по стране — руководство института считало, что для овладения профессией им необходимо получить жизненный опыт и обрести новые впечатления. Во время первой практики Геннадий плавал по морям — Чёрному и Азовскому; во время второй отправился в посёлок Диксон. Итогом этих поездок стали отчётные очерки. Первый — южный — цикл назывался (возможно, иронично) «Сибирские рассказы»; второй, повествующий о жизни северных рыбаков, имел заголовок «Лето белых ночей».
Одной из «общественных» инициатив Шпаликова стал выпуск журнала «Первокурсник». В предисловии к изданию Геннадий призывал студентов разных факультетов к объединению: «Мы хотим, чтобы режиссёры и операторы не бродили в поисках сюжетов. Мы хотим, чтобы сценаристы писали не только в собственный ящик. Мы хотим знать друг друга». Однако собрать и напечатать на машинке удалось материалы только первого номера — из-за будапештских событий 1956 года, получивших во ВГИКе широкий резонанс вплоть до митингов протеста, вольнолюбивые порывы «издателей» были пресечены.
В 1957 году в Москве состоялся Всемирный фестиваль молодёжи и студентов. Иностранные гости, прибывшие на мероприятие, жили в расположенной неподалёку от ВГИКа гостинице «Турист»; там же проходил парад открытия. Студенты киноинститута участвовали в работе фестиваля в качестве гидов и переводчиков. Шпаликов, находившийся в те дни на самых разных площадках, фиксировал свои впечатления в «импрессионистичных заметках»: «Дождь на фестивале. Это нечестно с его стороны. Он понимал это и всегда быстро кончался.
Пусть кончаются все дожди». К числу событий, напрямую повлиявших на художественный вкус и творческий почерк Шпаликова, относились недели итальянского и французского кино (1957, 1959). Показанные в рамках этих мероприятий картины Феллини, Росселлини, Висконти открывали советскому зрителю, долго жившему за «железным занавесом», иной мир. Как писал Александр Митта, «свободы будущего врывались в нашу жизнь с новыми, невиданными до того фильмами». В эпоху оттепели сценаристы, по утверждению Митты, стали очень востребованными людьми: «Гена Шпаликов был одним из самых нужных, но он не умел продавать себя и свои миры. Не мог тиражировать свои открытия».
По воспоминаниям Наума Клеймана, на втором курсе Шпаликов мог уйти из ВГИКа. Он в ту пору писал много стихов, однако отправлять их в литературно-художественные журналы (например, в «Новый мир») не хотел: опасался, что «начнут причёсывать, улучшать, подгонять». Геннадий планировал собрать большую подборку и отослать стихи Константину Паустовскому. Клейман, переживавший, что после одобрительного отзыва Паустовского Шпаликов перейдёт учиться в Литературный институт, попросил друга не совершать резких шагов: «Твоё место здесь. Ты великолепно делаешь диалог. Здесь это разовьётся. А поэзия обогатит сценарии».
Среди ранних студенческих работ Геннадия есть небольшой сценарий «Человек умер», написанный, судя по дате, осенью 1956 года. Несмотря на то что Шпаликов в ту пору только осваивал азы сценарного мастерства, он уже знал, что первые строки должны представлять собой «потенциальный кинокадр». Поэтому произведение начиналось так: «Доска объявлений. К ней в беспорядке приколоты кусочки бумаги. Кривые, дрожащие буквы… Буквы складываются в слова». Среди объявлений об исчезнувшем будильнике и потерянных штанах — листок с текстом: «Деканат сценарного факультета с грустью сообщает, что на днях добровольно ушёл из жизни Шпаликов Геннадий». Далее следуют диалоги приятелей, которые обсуждают способ ухода студента из жизни: « — Говорят, повесился… / — Не кинематографично. Лучше бы с моста или под поезд. Представляешь, какие ракурсы?» Интонация в целом шуточная, однако, по замечанию литературоведа Анатолия Кулагина, «герой шпаликовского сценария, кажется, уже знает всё наперёд».

## Первый брак. Наталия Рязанцева

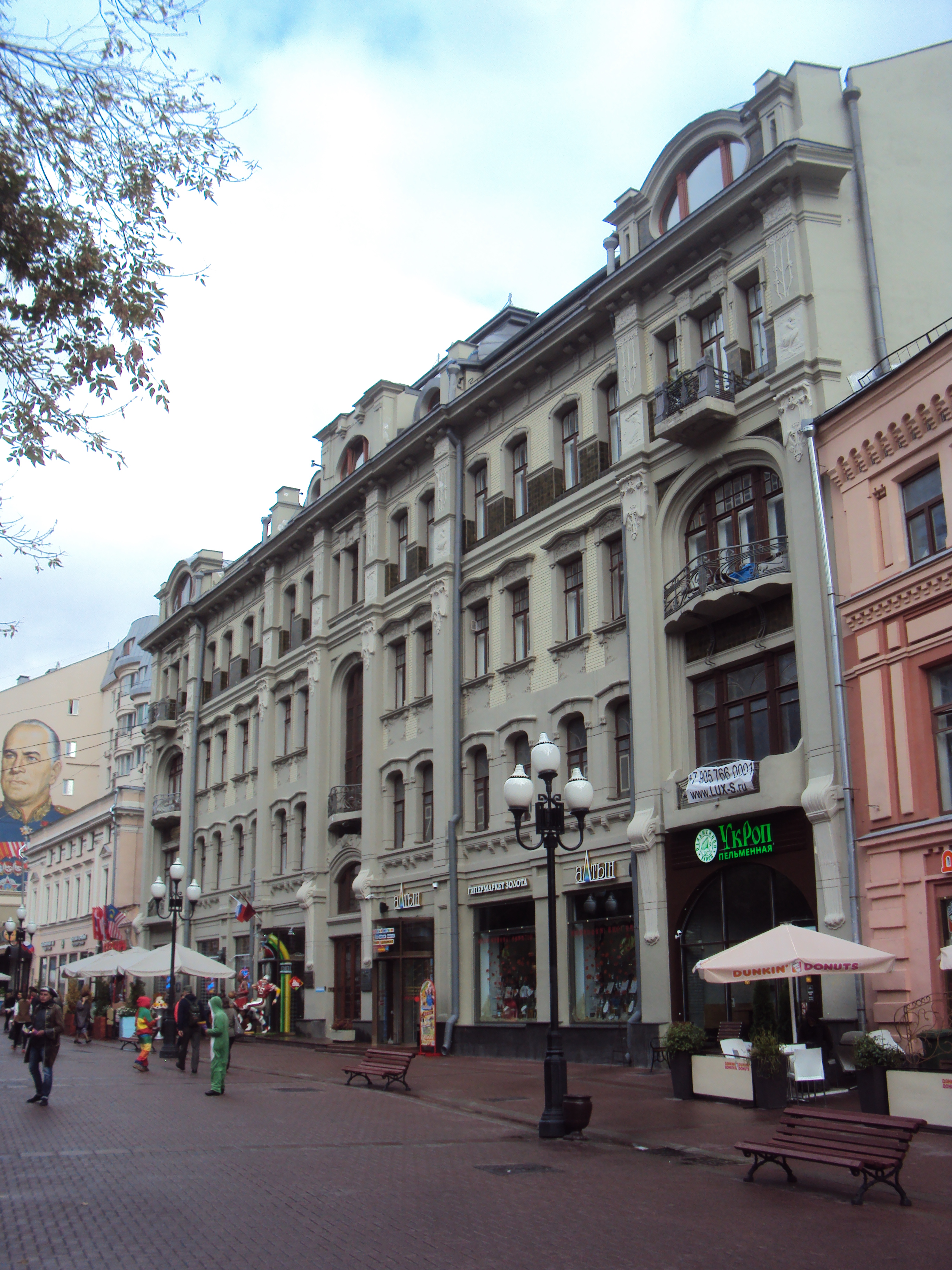
Арбат, 23 — дом, в котором снимали комнату Шпаликов и Рязанцева

Сценарист Наталия Рязанцева (1938—2023), ставшая первой женой Шпаликова, называла их брак «экспериментальным». Рязанцева училась во ВГИКе на сценарном отделении (на курс старше Геннадия) и считалась представительницей семьи «с традициями»: её прадед возглавлял в разные годы три российские губернии, а отец — специалист по технической организации железных дорог — был лауреатом Сталинской премии. Долгое время Наталия и Геннадий не замечали друг друга; взаимный интерес возник во время институтского бала в канун нового, 1959 года. Обаятельная напористость Шпаликова, начавшего активные ухаживания за понравившейся девушкой, подкупала, однако, по признанию Рязанцевой, она не могла в полной мере ответить на пылкость чувств «любимца ВГИКа». Отношение Наталии к Геннадию было скорее родственным («Мы с ним из одного тотема»), и она, соглашаясь выйти замуж, прежде всего отдавала должное личности избранника, его таланту. 29 марта 1959 года Шпаликов и Рязанцева расписались в загсе, после чего в квартире Шпаликова была устроена свадьба.
Одной из проблем их семейной жизни было отсутствие собственного жилья. Сначала молодые супруги поселились в квартире Рязанцевых-старших, проживавших в «сталинском» доме № 3/5 на Краснопрудной улице, — оттуда пришлось переехать из-за излишней раскованности шпаликовских гостей, среди которых был, к примеру, Андрей Тарковский. Затем пристанищем Наталии и Геннадия стала комната неподалёку от отеля «Пекин» — её пришлось покинуть из-за претензий соседей. Бесприютность и отсутствие налаженного быта, по словам Рязанцевой, никак не сказывались на настроении Шпаликова — студенческая семья сняла комнату в «коммуналке» на Арбате и сохранила прежний полубогемный образ жизни. Общая атмосфера арбатской жизни угадывается в шпаликовском наброске «В Москве повсюду лето…», герой которого, получив семь рублей после сдачи книг в букинистический магазин, чувствует себя богатым и настроенным на добрые дела («переводить старушек через улицу, кормить голубей»). Благородные поступки рассказчика, однако, заканчиваются после встречи со случайными знакомыми: «Сначала мы выпили водки, закусывая помидорами и огурцами… Водка была холодная — приятно держать в руках такую холодную бутылку, и мы её быстро выпили, оставив по рюмке для первого. А на первое нам принесли горячие манты в глубоких тарелках».
По воспоминаниям Рязанцевой, она — в силу молодости и неопытности — поначалу не воспринимала тягу мужа к выпивке как серьёзную проблему, тем более что Шпаликов мог писать в любом состоянии. В то же время жить в постоянном напряжении, контролируя поведение и круг общения супруга, она не могла. «Экспериментальный» брак разрушился, и в 1961 году Наталия и Геннадий расстались. Развод, по словам Рязанцевой, прошёл «в тёплой, дружеской обстановке». Откликом на это событие стало стихотворение Шпаликова, начинавшееся словами: «Наташа, ты не наша, / А всё равно моя. / Одна хлебалась каша, / Сидели без рубля…» и завершавшееся признанием: «Я так же оробело / Люблю тебя. / Любил».

Мы не были хорошими. На той фотографии, что много раз напечатана в разных журналах, мы улыбаемся втроём — Саша Княжинский, Гена Шпаликов и я посередине, — стоим в обнимку и улыбаемся счастливыми улыбками. Мы на самом деле счастливы или делаем вид? Гена пытался написать сценарий «Про счастье», но это ему не удалось и едва ли кому удастся. Но остановившееся мгновение, когда мы в жаркий день, выпив много пива, сфотографировались у нашего шкафа на Краснопрудной, морочит голову даже мне, и я держу эту фотографию на полке под стеклом. — Наталия Рязанцева

## Первые сценарии

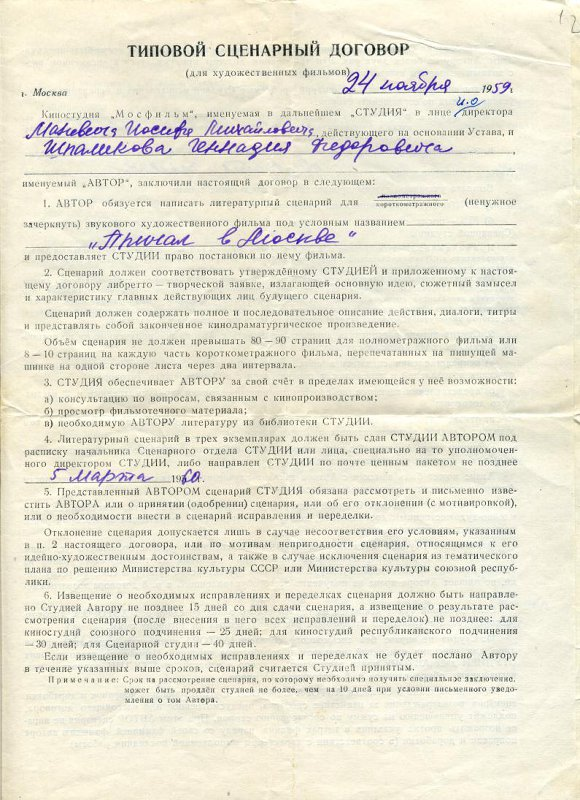
Сценарный договор с киностудией «Мосфильм» на создание литературного сценария короткометражного фильма «Причал в Москве», 1959

Первой большой работой Шпаликова, принятой к производству студией «Мосфильм», но так и не получившей экранного воплощения, стал сценарий «Причал». Геннадий написал его в 1960 году, будучи четверокурсником ВГИКа. В основе сюжета — события, которые происходят с плывущей на барже парой: девушкой Катей и безымянным шкипером. Герои любят друг друга, они хотят быть вместе, но на протяжении всего действия совершают необъяснимые поступки, мешающие их счастью. Перипетии сюжета сами по себе не новы: сценарий явно перекликается с «Аталантой» Жана Виго — эта лента, в которой присутствуют «наивность, любовь, нежность, соль, перец, живое кровообращение жизни», входила в число любимых фильмов Шпаликова. В сценарии Геннадия чувствуются также отголоски вышедшей в 1948 году картины «Похитители велосипедов» Витторио Де Сика. Несмотря на влияние западного кино, «Причал», по мнению исследователей, — это чисто шпаликовское произведение, главным героем которого является Москва — город, где «просто живут, любят, ходят на свидания, отчаиваются и надеются».
История «Причала» возникла, по словам Александра Митты, в пивной возле ВДНХ, куда пришли Шпаликов, студент режиссёрского отделения ВГИКа Владимир Китайский и выпускник операторского факультета Савва Кулиш. Вернувшись домой после обсуждения общей идеи, Геннадий той же ночью написал первый эпизод; вся работа заняла у него несколько дней. Предполагалось, что «Причал» станет дипломной работой Китайского, который собирался снимать его на «Мосфильме» совместно с однокурсником Хельмутом Дзюбой. Они подали на студию соответствующую заявку, и фильм был запущен в производство. Композитором картины был утверждён Микаэл Таривердиев. Шпаликов писал сценарий в расчёте на то, что исполнительницей главной роли станет студентка актёрского факультета ВГИКа Светлана Светличная. Кроме того, в картине предполагалось участие Людмилы Абрамовой, к которой Китайский испытывал безответные чувства. Удачные фотопробы (по мнению съёмочной группы) прошла также Марианна Вертинская. Далее наступил период неопределённости, связанный с выходом приказа о приостановке работы над фильмом. Не дождавшись запуска картины, Китайский покончил жизнь самоубийством, повесившись в подмосковном лесу. Работа над «Причалом» была полностью остановлена, производственные расходы на картину (сто двадцать тысяч рублей) списали на убытки «Мосфильма», сценарий исчез. Он был найден четыре десятилетия спустя Юлием Файтом.
Файт стал первым режиссёром, сумевшим воплотить сценарный замысел Шпаликова на экране, — речь идёт о двадцатиминутной ленте «Трамвай в другие города», ставшей дипломной работой Юлия. Герои этой короткометражки — мальчики Саша и Юра — мечтают на трамвае уехать в другой город. Так они попадают на «неизвестное море». Увидев купающегося стража правопорядка, дети решают утопить его одежду, потому что «без формы он уже не милиционер» и не сможет отправить их домой. В сценарии обнаруживается пересечение со стихотворением Николая Гумилёва «Заблудившийся трамвай» — тексты этого поэта, переписанные от руки, были знакомы молодёжи эпохи оттепели. Безденежье порой вынуждало Шпаликова браться за рекламные сценарии. Один из них назывался «Красный шар». Это была история о воздушном шарике, приобретённом на улице у частного продавца. Пока покупатель шара добирался до дома, тот произвольно менял цвета и в конце концов лопнул. Далее следовал рекламный посыл: «Покупайте детям красные шары только в игрушечных магазинах!» Сюжет опять-таки не отличался оригинальностью: он был позаимствован из короткометражного фильма «Красный шар» Альбера Ламориса — эту ленту Шпаликов видел во время учебного показа в институте.

## Второй брак. Инна Гулая

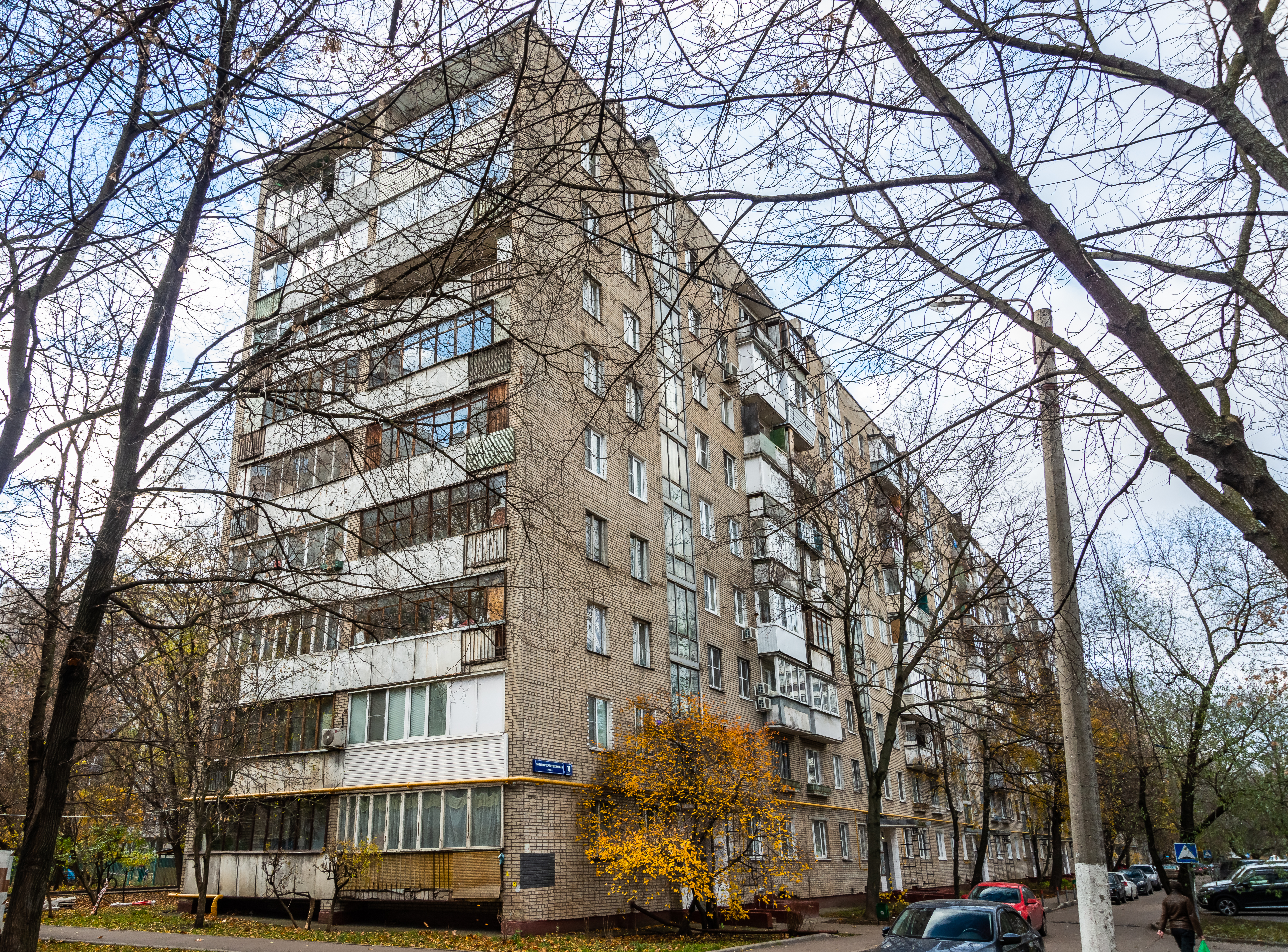
Дом № 11 (бывший № 43) на Большой Черёмушкинской улице, где во второй половине 1960-х годов жили Шпаликов, Гулая и их дочь Даша

Вторая жена Шпаликова — студентка театрального училища имени Щукина Инна Гулая (1940—1990) — на момент их знакомства была уже известна в кинематографических кругах: в 1961 году она снялась в фильме Льва Кулиджанова «Когда деревья были большими», где сыграла роль девушки Наташи, осиротевшей во время Великой Отечественной войны и поверившей прибывшему в село выпивохе Иорданову, что именно он является её отцом. Исполнитель роли Иорданова Юрий Никулин, вспоминая о совместной работе, говорил, что молодая актриса была очень органична: она «не играла роль, а жила в ней». Геннадий называл новую подругу «моя шведская девушка», имея в виду «скандинавский» тип её внешности. В то же время, по словам режиссёра Андрея Хржановского, Шпаликов видел сходство между обликом Флоры с картины «Весна» Сандро Боттичелли и его избранницы; он даже собирался написать стихотворение, посвящённое одновременно Инне и Флоре, которое начиналось бы словами: «Благодарю Вас, Сандро Боттичелли, / Что говорил со мной ежевечерне».
Поначалу Инна и Геннадий жили, вероятно, в съёмной арбатской комнате Шпаликова. Затем Союз кинематографистов выделил молодой семье двухкомнатную квартиру на улице Телевидения, дом 9, — именно туда супруги привезли из роддома дочь Дашу, появившуюся на свет 19 марта 1963 года. После рождения ребёнка Гулая оставила учёбу в театральном училище. Инна рассчитывала, что будет, как и прежде, получать предложения от режиссёров, но её востребованность в кино резко снизилась. Это было связано, во-первых, с тем, что, повзрослев, она вышла из прежнего амплуа бесхитростной и доверчивой девочки. Во-вторых, режиссёров, особенно старшего поколения, настораживало беспечное отношение актрисы к работе. Так, у Инны была возможность исполнить роль Офелии в фильме Григория Козинцева «Гамлет». Однако во время кинопроб выяснилось, что Гулая, которая в целом соответствовала по типажу образу героини, не знала содержания шекспировской трагедии. Козинцев, привыкший к тому, что актёры приходят на съёмочную площадку подготовленными, взял на роль Офелии Анастасию Вертинскую. Не снялась Инна и в чёрно-белой комедии «Нечаянные радости», где роль Веры Холодной Шпаликов и Андрей Кончаловский писали специально для неё. По словам Кончаловского, Гулая обладала красотой «девятнадцатого века, внешне она была очень похожа на Холодную».
В 1965 году Шпаликов, переживавший из-за пауз и простоев в актёрской биографии жены, написал сценарий «Долгая счастливая жизнь» и сам снял по нему фильм, отдав главную женскую роль Инне. При этом кинозрители не догадывались, что сценарист и режиссёр вложил в эту ленту личный посыл, а реплика главного героя о необходимости «беречь друг в друге хорошее» имеет непосредственное отношения к семье постановщика. Эта лента была попыткой спасти разрушающийся брак. Совместная жизнь Инны и Геннадия не отличалась устойчивостью. Своеобразным эпилогом их супружества стала записка: «Вовсе это не малодушие — не могу я с вами жить. Не грустите. Устал я от вас. Даша, помни. Шпаликов».
Как вспоминала впоследствии Дарья Шпаликова, о смерти отца взрослые ей не сообщили — сказали, что «папа уехал отдыхать на море». Об обстоятельствах его ухода из жизни она узнала самостоятельно, обнаружив дома соответствующие документы. Позже Дарье передали листок с отцовскими стихами, написанными за семь месяцев до его кончины: «Все прощания — в одиночку. / Напоследок — не верещать. / Завещаю вам только дочку — / Больше нечего завещать». Инна Гулая после смерти мужа снималась мало — её дальнейшая фильмография состояла в основном из эпизодических ролей. Она скончалась 28 мая 1990 года от лекарственной передозировки.

## Творчество

### Шпаликов-сценарист

#### «Застава Ильича»
Утренние лестницы — шумные лестницы. Они наполнены шагами, разговорами, приветствиями... А тем временем становилось всё оживлённее. Это были утренние улицы большого города, шумные, плотно забитые, деловые. День был очень ясный и солнечный, и листья летели все вместе, прямые и светлые.
Работу над сценарием к фильму «Застава Ильича» режиссёр Марлен Хуциев начал с Феликсом Миронером. Создатели будущей картины заключили договор со студией имени Горького; туда же была отправлена сюжетная заявка, в которой излагалась общая канва ленты. Несмотря на то что ранее соавторы совместно поставили «Весну на Заречной улице» и «Улицу молодости», их работа над «Заставой Ильича» забуксовала: если Миронер тяготел к привычной сценарной форме, то Хуциев искал для фильма иной киноязык — ему было важнее показать пульс времени. Ситуация кардинально изменилась после того, как Хуциев прочитал киноновеллу Шпаликова «Причал» — в ней режиссёр увидел ту воздушность и «атмосферность», которая была нужна его новой картине. В середине сентября 1960 года Миронер попросил директора студии освободить его от работы над «Заставой Ильича» (формальная причина — «из-за занятости»). Десять дней спустя Хуциев направил в адрес руководства заявление о том, что им был «привлечён к работе Шпаликов Геннадий Фёдорович, кого и прошу считать моим соавтором».

Геннадий Шпаликов и Марлен Хуциев во время съёмок фильма «Застава Ильича». 1964

Шпаликов, учившийся в ту пору на пятом курсе ВГИКа, умел работать быстро и легко вне зависимости от бытовых условий и жизненных обстоятельств. Уже в декабре 1960 года на студии прошло обсуждение готового сценария, а в июле 1961 года журнал «Искусство кино» напечатал его под названием «Мне двадцать лет». Фактически журнальный вариант и был воспроизведён в первой редакции фильма Хуциева — в нём присутствовал присущий Шпаликову «кинематографический импрессионизм». Фильм, впоследствии названный «энциклопедией оттепельной жизни», был наполнен приметами времени, среди которых — выставка авангардистов в Манеже, портрет Юрия Гагарина на праздничной демонстрации, песни французского шансонье Ива Монтана, дискуссии о мещанстве. Во время поэтического вечера в Политехническом музее были запечатлены Евгений Евтушенко, Роберт Рождественский, Андрей Вознесенский, Михаил Светлов; в кадре вместе со Шпаликовым появлялись его вгиковские товарищи, а также Андрей Тарковский и Наталия Рязанцева.
У «Заставы Ильича» сразу же появились поклонники — к ним относился, к примеру, писатель Виктор Некрасов, посмотревший вместе с Анджеем Вайдой рабочую версию фильма и сделавший ему своеобразную рекламу на страницах «Нового мира» (1962, № 12): «Я не боюсь преувеличения: картина эта — большое событие в нашем искусстве». Сохранился также отзыв режиссёра Михаила Ромма, сказавшего после предварительного просмотра: «Марлен, вы оправдали свою жизнь». Однако в целом обстановка вокруг ленты была напряжённой. В марте 1963 года первый секретарь ЦК КПСС Никита Хрущёв во время встречи с интеллигенцией заявил, что знакомство с отснятыми материалами показало: «Застава Ильича» заполнена «неприемлемыми, чуждыми для советских людей идеями». Выступление Хрущёва («Вы что, хотите восстановить молодёжь против старших поколений?») стало сигналом для чиновников, которые и ранее считали, что в ленте имеются идеологические просчёты. К чиновникам примкнули некоторые деятели культуры — так, режиссёр Марк Донской на заседании партбюро киностудии отметил, что текст сценария — «какой-то нечеловеческий»: «Шагают какие-то шалопаи… Они даже курят шалопайски».
Вскоре после выступления главы государства на студии имени Горького состоялось совещание, в ходе которого режиссёр Сергей Герасимов предложил создателям картины самостоятельно внести изменения в сценарий. Шпаликов поначалу посещал все посвящённые «Заставе Ильича» собрания, однако когда возникла необходимость переписывать сценарий, он начал исчезать, ссылаясь на болезни. Исследователи объясняют его стремление самоустраниться от текстовых исправлений разными причинами. Одна из них связана с природной импульсивностью Геннадия, который не мог долго отрабатывать одну и ту же тему, тем более что у него уже появились новые проекты. Кроме того, Шпаликов внутреннее протестовал против того, чтобы в ленте присутствовали советские идеологические штампы. Наконец, (по версии Андрея Хржановского) «он впервые столкнулся с тем, что принято называть государственной машиной в действии, в данном случае с цензурой. Это не входило в его представление о свободе творчества и о поведении поэта в обстоятельствах такого давления». Сценарий переписывался без участия Геннадия. Сам фильм (под названием «Мне двадцать лет») вышел на экраны в урезанном виде. После сокращений и пересъёмок исчезли многие эпизоды, в том числе сцена со Шпаликовым. Авторская версия Хуциева и Шпаликова под названием «Застава Ильича» была впервые показана в 1988 году.

#### «Я шагаю по Москве»
Существуют разные версии, связанные с замыслом сценария «Я шагаю по Москве». Так, режиссёр Андрей Хржановский полагает, что общая канва будущей ленты начала оформляться у Шпаликова ещё во время учёбы во ВГИКе, когда он написал сценарий короткометражной кинокартины «Как убить время». Это была история о том, как молодой человек, увидев на дороге чешую от воблы, направился по её «следам», вышел к пивному ларьку и обнаружил там «хозяина» рыбы. Эпизод с чешуёй в картину Георгия Данелии не попал, но общий мотив (парень в воскресный день выходит из дома и становится участником забавных происшествий) был обозначен ещё в студенческой работе Шпаликова.

Сцена съёмок эпизода фильма «Я шагаю по Москве»

По мнению литературоведа Анатолия Кулагина, «зерном» будущего фильма стала шуточная песня Геннадия «Я шагаю по Москве, / Как шагают по доске», подсказавшая название картине. Искусствовед Наталья Баландина, в свою очередь, считает, что задумка была заложена в раннем эссе Шпаликова «В Москве повсюду лето…», персонаж которого после продажи книг в букинистическом магазине бродит по городу. Внезапно начинается грибной дождь, и герой видит девочку, которая босиком шагает по улице. Эта сцена, по мнению Баландиной, является «чистым и красочным прообразом поэтики фильма». Георгий Данелия в книге своих воспоминаний подтвердил, что изначально замысел новой картины был связан именно с этим эпизодом: во время дождя босиком, размахивая туфлями, идёт девушка; следом за ней медленно едет промокший велосипедист. Никаких других идей, развивающих сюжет, у Геннадия в тот момент ещё не было, однако сцена «под дождём» оказалась камертоном, который в конечном итоге определил стилистику и интонацию будущей ленты.
Работа над новым сценарием, изначально имевшим название «Верзилы», проходила в Доме творчества кинематографистов «Болшево». Шпаликов печатал на машинке текст отдельных эпизодов и передавал их Данелии; тот, в свою очередь, «переводил» лирическую прозу соавтора на язык кинодействия, правил диалоги и расставлял знаки препинания. В процессе работы было изменено название фильма («Верзилы» были переименованы в «Приятели», а затем — в «Я шагаю по Москве»); к двум главным героям — метростроевцу Кольке и прибывшему из Сибири монтажнику Володе Ермакову — добавился незадачливый жених Саша. Некоторые из персонажей, появившиеся в ранних версиях, впоследствии исчезли — к ним относится, в частности, малоприятный физик Митя — бывший ухажёр продавщицы Алёны. Доработка сценария происходила и во время съёмок. Так, после замечаний руководства киностудии о том, что бессюжетной картине явно не хватает «эпизода со смыслом», Шпаликов и Данелия сочинили сцену с «литературно подкованным полотёром», выдававшим себя за писателя Воронова. Придуманный ими фрагмент был записан на коробке из-под торта в подъезде дома, где жили Геннадий и Инна Гулая.
При сдаче и утверждении сценария возникли проблемы с худсоветом творческого объединения, представители которого увидели сходство новой картины с «Заставой Ильича» (речь шла и о составе компании, и о близости типажей, и о бесцельном времяпрепровождении гуляющих по городу молодых героев). По словам Данелии, из-за явных аналогий с лентой Хуциева сценарий «Я шагаю по Москве» многократно переделывался. Если «Заставу Ильича» рецензенты критиковали за «столкновение поколений», то к «Я шагаю по Москве» предъявлялись противоположные претензии: бесконфликтность сюжета, легковесность образов, избыток «радостного мировосприятия».
Премьера картины состоялась 11 апреля 1964 года в кинотеатре «Россия». В прокат было выпущено 899 копий, посещаемость составила двадцать миллионов зрителей. В том же году на Каннском кинофестивале фильм «Я шагаю по Москве» (наряду с работами других молодых режиссёров) был отмечен почётным упоминанием в решении жюри: «За индивидуальность и обещания, которые они выразили в своих произведениях».

Выбор сюжета, ограниченного рамками одного дня, объясняется авторским желанием отразить сгущённость времени, сохранить его уникальность и непрерывную природу. Это подход, характерный для творчества Шпаликова (то же самое присутствует в «Заставе Ильича», но на материале недельного и годичного циклов). Почти во всех его сценариях слышится бой часов, во многих — курантов (одного из традиционных символов Москвы), которые определяют жизненный ритм города и отсчитывают личное время персонажей. — Наталья Баландина

#### «Я родом из детства»

Киноафиша фильма «Я родом из детства»

Над фильмом «Я родом из детства» (1966) работали ровесники, представители одного поколения: сценарист Геннадий Шпаликов, режиссёр Виктор Туров (оба потеряли отцов на войне), оператор Александр Княжинский, актёр Владимир Высоцкий. С Туровым Геннадий был знаком со студенческих лет, они одновременно окончили ВГИК. В 1962 году Шпаликов написал для него сценарий «Звезда на пряжке» (по мотивам одноимённого рассказа Янки Брыля). Эта киноновелла была поставлена Туровым на студии «Беларусьфильм». Вероятно, практически сразу после «Звезды на пряжке» Шпаликов приступил к работе над сценарием «Я родом из детства», который был сдан на студию в мае 1965 года. События в этой военной драме, согласно замыслу Геннадия, происходят весной и летом 1945 года в небольшом белорусском городке. Непосредственного действия в кинопроизведении немного, зато оно насыщено сценами, передающими дух времени: это полуразрушенная школа; однорукий руководитель школьного хора; звучащий по радио голос диктора Юрия Левитана.
Основная сюжетная линия, связанная с жизнью семьи Савельевых, имеет явные отсылки к истории семьи Шпаликовых. Имена всех Савельевых, за исключением мальчика Женьки, совпадают с именами родных Геннадия. Отца в фильме зовут Фёдором, мать — Людмилой, их дочь, Женькина сестра, носит имя Ленка. Автобиографические мотивы обнаруживаются и в таких деталях, как возвращение Савельевых из алма-атинской эвакуации и получение ими похоронки, извещающей, что их муж и отец Фёдор погиб в конце войны. Мальчик Женька — тот, что «родом из детства», — является своеобразным двойником Геннадия. Женьке и его другу Игорю посвящён авторский закадровый текст: «Это будет фильм о детстве поколения, к которому так или иначе принадлежат все эти люди…» В сценарии присутствовал эпизод, который развивал и усиливал тему «раннего взросления» детей военных лет, — речь идёт о прощании героя с Игорем, уезжающим в ремесленное училище. Юные друзья прощаются «по-взрослому», с самогоном и закуской в виде картофельных лепёшек. В картину эта сцена не вошла.

А поезд всё не отходил, и ребята опять молчали. И эта пауза была огромна и полна всех самых лучших слов, которые они так и не сказали друг другу. Они стояли рядом в эти минуты, два самых близких на земле человека, и молчали, и поезд всё никак не уходил. А над городом уже звучит радио: шесть часов, играют гимн.— Фрагмент сценария «Я родом из детства»
Роль фронтовика Володи — седого капитана-танкиста, соседа Савельевых — в фильме исполнил Владимир Высоцкий. Это была первая киноработа, изменившая «эпизодическое» амплуа актёра. Туров пригласил его на кинопробы по рекомендации оператора Александра Княжинского. В сценарий Шпаликова были включены довоенные и военные песни, в том числе «Священная война». Появление Высоцкого внесло коррективы в музыкальное оформление картины. В августе 1965 года студия «Беларусьфильм» заключила с ним договор на написание и доработку трёх произведений к фильму («Братские могилы», «Звёзды» и «Высота»), которые были интегрированы в сюжет ленты. Шпаликов до картины «Я родом из детства» не был знаком с Высоцким, их первая встреча состоялась на съёмках в Минске. Там же выяснились, что в Москве они живут по соседству, на улице Телевидения — один в доме № 9, другой — в доме № 11. Их знакомство не переросло в близкую дружбу, однако приятельские отношения, в том числе с семейными встречами и домашними «посиделками», сохранялись в течение нескольких лет.

#### «Ты и я»
Алла Демидова, снимавшаяся в картине «Ты и я» (1971), призналась в книге воспоминаний, что поначалу не понимала, зачем режиссёр этой ленты Лариса Шепитько — человек «с глубоким, трагическим мироощущением» — взялась за недоработанный сценарий Геннадия Шпаликова. Пояснения, связанные с фильмом, дала в последнем (в июне 1979 года, за месяц до гибели) интервью сама Шепитько. По её словам, своё тридцатилетие она встретила с ощущением «надвигающегося крушения». Понять природу этого драматизма ей помог диалог со Шпаликовым: «Мы увидели друг друга как будто в зеркале, говорили друг другу одно и то же и почувствовали, что не можем об этом не говорить». В тот момент никакого сценария к ленте «Ты и я» ещё не существовало — имелась лишь машинописная заготовка под заголовком «Те, что пляшут и поют по дорогам», сделанная Геннадием.
В марте 1968 года, когда стало ясно, что идея будущей картины нашла понимание у режиссёра, Шпаликов подал на «Мосфильм» заявку на написание сценария. Объясняя смысл необычного названия «Те, что пляшут и поют по дорогам», кинодраматург отметил, что это — «развёрнутая метафора, это молодость, ощущение бесконечности жизни». При чтении заявки могло сложиться впечатление, что сценарист задумал вариацию на тему «Я шагаю по Москве». Однако со времён безмятежной и оптимистичной ленты Данелии прошли годы, повзрослели и сценарист, и его новые персонажи. Теперь это были представители поколения тридцатилетних, имеющие и опыт, и налаженный житейский уклад. Однако за внешней стабильностью героев порой скрывалось внутреннее смятение. Члены сценарно-редакционной коллегии, рассматривавшие заявку Геннадия, обратили внимание на некоторую сюжетную размытость и чрезмерную «усложнённость замысла». На защиту сценария встала Лариса Шепитько, которая заверила, что в итоге может получиться серьёзный и одновременно поэтичный фильм.
Работать над литературным сценарием, получившим название «Ты и я», Шпаликов отправился в Дом творчества кинематографистов «Болшево». Туда же прибыла и Шепитько, которая не только консультировала соавтора, но и ограничивала его контакты со склонными к возлияниям друзьями. Сценарий был написан довольно быстро, после чего началось поэтапное утверждение. Если худсовет студии принял его практически без замечаний, то следующая инстанция — Госкино СССР — предъявила Шпаликову немало претензий. Лариса, опровергая аргументы оппонентов, подготовила текст, где указала, что «Ты и я» — это «новая драматургия», и она как режиссёр отдаёт себе отчёт в том, какие изобразительные средства понадобятся при постановке картины. В марте 1970 года комитет по кинематографии включил ленту в производственный план.
Фильм, герой которого пытается, по словам Шепитько, «отбросив надуманное, войти в колею подлинной жизни», действительно получился и серьёзным, и поэтичным, но не по сюжету, а по эмоциональному состоянию. По словам Шпаликова, Лариса «угадала или почувствовала общность замысла, настроения». Шепитько, в свою очередь, призналась, что считает первый вариант сценария, написанный в Болшеве, лучшим; позже по требованию чиновников было внесено много изменений, а переделка в уже смонтированной ленте одного из ключевых эпизодов окончательно «изуродовала картину». Павел Финн обратил внимание на то, что Шпаликов и автор «Утиной охоты» — драматург Александр Вампилов, ничего не зная о рабочих планах друг друга, практически одновременно представили зрителям нового героя современности — «хоть и безвольно, но по-своему бунтующего против инерции и низменности всеобщей безнравственности».

В фильме «Ты и я», прогремевшем на Венецианском кинофестивале 1972 года и почти не замеченном в СССР, Шпаликов и Лариса Шепитько разрушили одну из самых устойчивых советских версий «подмены» сущего видимым: погоня «за туманом», охота к перемене мест, стройки и геологические партии, «приникание к истокам» обнаруживали в фильме свою фальшь и бесплодность. Именно здесь состоялась констатация тотального кризиса шестидесятничества, был осознан и запечатлён крах иллюзий.— Дмитрий Быков

#### «Пой песню, поэт…»
В письме к Наталии Рязанцевой в канун нового, 1970 года Шпаликов рассказал о работе над сценарием фильма «Пой песню, поэт…»: «День сегодня был чудесный, — что-то складывается постепенно — из ничего — знала бы, до чего приятно придумывать совсем нереальное кино». Упоминая о своём соавторе Сергее Урусевском, кинодраматург отметил, что «он художник, настоящий художник». Урусевский, работавший в качестве оператора в «Летят журавли» и других фильмах, в конце 1960-х годов решил попробовать свои силы на режиссёрском поприще. В 1968 году он снял ленту «Бег иноходца», представлявшую собой экранизацию первой части повести Чингиза Айтматова «Прощай, Гульсары!». Картина «Пой песню, поэт…» стала его вторым режиссёрским опытом.
Шпаликова Урусевский привлёк к работе над сценарием по рекомендации Сергея Соловьёва, который знал о финансовых проблемах Геннадия. При этом Соловьёв попросил Урусевского и его жену — второго режиссёра Беллу Фридман — не выпускать соавтора из поля зрения: «Забирайте его с собой [в Болшево] и держите на замке, тогда он вам всё напишет». Фильм «Пой песню, поэт…», по замыслу создателей, состоял из нескольких новелл, посвящённых творчеству Сергея Есенина. Картина задумывалась как игровая, однако в основе её было поэтическое слово, а диалоги героев представляли собой декламацию стихов. Лирическое «хулиганство» Есенина было близко Шпаликову — незадолго до смерти он даже обыграл начало последнего крупного произведения поэта «Чёрный человек». В интерпретации Геннадия первые строки звучали так: «Друг мой, я очень и очень болен, / Я-то знаю, откуда взялась эта боль! / Жизнь крахмальна — поступим крамольно / И лекарством войдём в алкоголь!»
Фильм «Пой песню, поэт…», в котором роль Есенина сыграл Сергей Никоненко, снимался в 1971 году; на экраны он вышел два года спустя. Его прокатная судьба оказалась незавидной — по указанию председателя Госкино СССР Филиппа Ермаша было выпущено всего шестнадцать копий, что резко снизило потиражные выплаты и Шпаликову, и Урусевскому. Намеченные Геннадием планы рассчитаться с долгами, заплатить за жильё и учёбу дочери не осуществились. Критики отреагировали на выход картины без восторга. Так, режиссёр Майя Меркель отметила, что, несмотря на вдохновенное настроение создателей ленты, гармонии между стихами и игровыми сценами на экране не возникло: «Поэтому и трудно понять, что тут к чему: подстрочник — изображение к слову или слово к изображению?» Киновед Виктор Дёмин, отдав должное оригинальной задумке создателей картины, построивших сюжет исключительно на стихах, указал в своей рецензии, что смысл фильма «целиком исчерпывается преподнесёнными на уровне школьной прописи „рассуждениями“ о трудной жизни поэта». По словам литературного критика Бориса Рунина, на экране в течение полутора часов идёт спор «между лирической интимностью и плакатной настырностью. В пылу этого спора из кинопоэмы выпала концепция личности самого поэта».
В фильмографии и Урусевского, и Шпаликова картина «Пой песню, поэт…» стала последней. В дальнейших планах соавторов была экранизация пушкинского романа «Дубровский», они даже начали писать сценарий в Доме творчества «Болшево». Однако этот проект остался нереализованным: в ноябре 1974 года — с разницей в одиннадцать дней — они оба ушли из жизни.

#### Другие сценарии

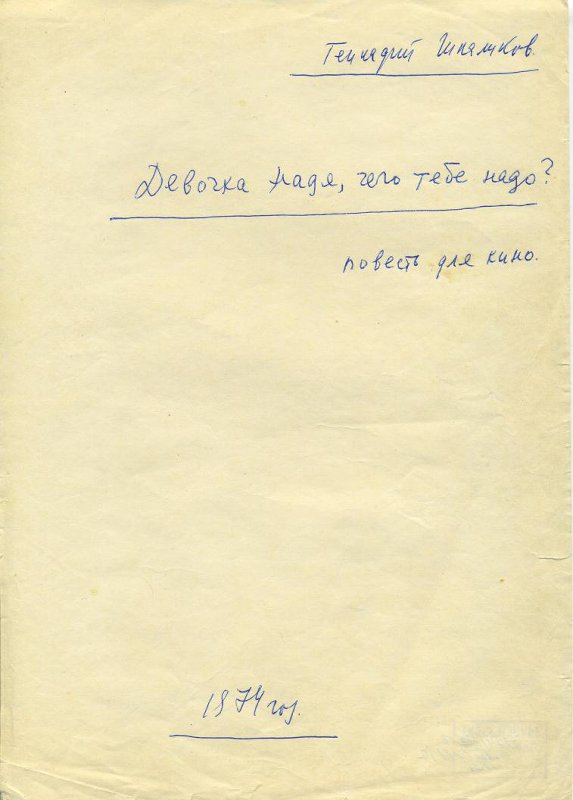
Рукопись сценария «Девочка Надя, чего тебе надо?»

Ряд кинопроизведений Шпаликова не получил экранного воплощения. Среди не дошедших до постановки работ — написанный в 1961 году сценарий «Летние каникулы», герои которого — Андрей и его близкая подруга Мария — через пятнадцать лет после войны приезжают в город своего детства. В их честь местный учитель провозглашает тост «За поколение, которое обещает быть самым честным и справедливым». Дальнейшие события, происходящие в «Летних каникулах», показывают, что поколение эпохи оттепели неоднородно, и молодые люди порой имеют разное представление о благородстве и порядочности. В 1962 году режиссёр Юлий Файт попытался снять по сценарию Геннадия одноимённый фильм на Ялтинской киностудии, однако после заключения договора и получения Шпаликовым аванса картина не была запущена в производство.
Не дошёл до постановки, несмотря на заключённый договор с «Мосфильмом», и сценарий «Счастье», сочинённый Шпаликовым в 1963 году для дипломной работы выпускника ВГИКа Андрея Кончаловского. Основу лирического сюжета будущей короткометражной ленты составляла история взаимоотношений молодой пары, прерываемая ретроспективными фрагментами, связанными с историей страны. Сценарная коллегия студии, обсуждавшая кинопроизведение, сочла, что текст Геннадия страдает «расплывчатостью», «умозрительностью», в нём отсутствует «драматургическая пружина». Кончаловский, вспоминавший, что сценарий Геннадия не имел явно выраженной сюжетной линии («Он состоял из моментов счастья очень разного характера»), вскоре переключился на другой проект — режиссёр приступил к съёмкам картины «Первый учитель» по книге Чингиза Айтматова. Поскольку работа над «Счастьем» была остановлена, руководство «Мосфильма» предложило Шпаликову перезаключить договор и написать другой сценарий. В результате появилась киноповесть «День обаятельного человека» (1964), герой которой открывает своеобразную галерею «лишних людей» нового времени. Своего режиссёра это произведение нашло только в 1994 году, когда Юрий Петкевич снял на студии «Дебют» одноимённый короткометражный фильм.
По словам литературного критика Дмитрия Быкова, «самым мощным» сценарием Шпаликова является его не дошедшая до постановки киноповесть «Девочка Надя, чего тебе надо?», написанная в последний год жизни автора. Героиня этого произведения Надежда Смолина — «комсомольская богиня», пытающаяся собственным примером пробудить в современниках веру в коммунистические идеалы. Планка её требований к себе и окружающим чрезвычайно высока, однако найти единомышленников в «вырождающемся советском социуме» героиня не может. Во время субботника, превратившегося для жителей города в стихийный пикник с гитарами, транзисторами и выпивкой, Надежда погибает от загоревшегося на свалке бензина. Кинодраматург никак не обозначил своих симпатий или антипатий к героине; он, как утверждает Быков, просто поставил диагноз обществу, смыслом существования которого «стала расслабленная снисходительность к своим и чужим порокам».
Схожий женский образ был создан Шпаликовым в сценарии «Прыг-скок, обвалился потолок» (1974). По воспоминаниям драматурга Анатолия Гребнева, заявку на эту работу Геннадий написал по настоянию друзей — режиссёра Марка Розовского, который «сторожил его возле комнаты» в Болшеве, и сценаристки Инны Филимоновой, ночами перепечатывавшей рукописные листы с текстом. «Прыг-скок, обвалился потолок» — это драма о жизни сильной и волевой женщины Ани Сидоркиной, которая проявляет жёсткость не только в работе, но и в семье. Не простив мужу устроенную дома пирушку с друзьями, она вызывает милицию. За сопротивление стражам правопорядка супруг Ани приговаривается к году исправительных работ, а позже получает дополнительный срок — за самовольную отлучку с места отбытия наказания ради предновогодней встречи с женой и дочерью. Студия имени Горького, заключившая со Шпаликовым договор, заплатила автору аванс, но фильм по его сценарию к запуску не допустила.

### Работа в мультипликации

Фрагмент мультфильма «Жил-был Козявин»

По воспоминаниям режиссёра анимационного кино Андрея Хржановского, когда Шпаликов приходил на студию «Союзмультфильм», все сотрудники «сбегались посмотреть на живого героя, обруганного самим Хрущёвым». С Хржановским Шпаликов подружился во ВГИКе. В годы учёбы они пытались поставить в студенческом театре написанную Геннадием пьесу «Гражданин Фиолетовой республики», но безуспешно. Более плодотворными оказались их совместные проекты на студии «Союзмультфильм», куда Андрей пришёл работать после окончания киноинститута.
Фильмография Хржановского открывается мультипликационной лентой «Жил-был Козявин». Идея снять сатирический фильм на современном материале принадлежала Шпаликову, который, зная, что товарищ ищет материал для дипломной работы, предложил ему прочитать сказку Лазаря Лагина «Житие Козявина». Геннадий, написавший по мотивам произведения Лагина сценарий, взял лишь одну сюжетную линию — о том, как начальник некоего учреждения попросил сотрудника Козявина выполнить несложное поручение: «Посмотрите, нет ли где Сидорова — кассир пришёл». Двигаясь в указанном начальником направлении, Козявин неустанно спрашивает у коллег: «Сидорова не видали? Кассир пришёл!» Покинув учреждение и мысленно повторяя «Главное — с курса не сбиться!», герой движется по планете, попадает в различные гротескные ситуации и спустя долгое время возвращается на работу, только с обратной стороны.
По словам Хржановского, когда Шпаликов увидел эскизы к «Козявину», он «просто заболел мультипликацией». В дальнейшем Геннадий постоянно предлагал другу темы для новых анимационных лент, однако до экранного воплощения дошла только «Стеклянная гармоника». Снятая в 1968 году по оригинальному сценарию Шпаликова, она была сразу запрещена к показу. Зрители увидели этот мультфильм лишь через двадцать лет. Эта лента представляет собой притчу, в которой рассказывается о музыканте, меняющем мир с помощью искусства. Благодаря музыке (написанной для фильма композитором Альфредом Шнитке) жители города утрачивают присущее им «босховское» уродство и обретают прекрасные черты — как на полотнах Дюрера. Однако человек в чёрном плаще, словно сошедший с картин Рене Магритта, растаптывает стеклянную гармонику музыканта. Эта история повторяется вновь и вновь — вырастают новые художники, пытающиеся, по замечанию киноведа Юрия Богомолова, «преобразовать <…> уродливую действительность в мир прекрасных гармоничных образов».

Фильм Андрея Хржановского «Стеклянная гармоника» (1968) вызвал скандал, вроде бы неадекватный этой невинной фантазии по мотивам классической мировой живописи. Вероятно, чиновников разъярил здесь один-единственный образ — непроницаемый, застёгнутый на все пуговицы персонаж, появляющийся, чтобы арестовать музыканта. И бесполезно было втолковывать, что в «коллажной» поэтике фильма он представляет постоянный персонаж Рене Магритта, а значит, «прописан» на Западе. В год советского вторжения в Чехословакию никто в такие тонкости не вдавался. Именно эта картина с её поворотом к теме внутренней самодостаточности художника, свободного лишь в мире вечных ценностей, стала смысловой вехой отечественной анимации.— Олег Ковалов

### Шпаликов-режиссёр. «Долгая счастливая жизнь»
Фильм «Долгая счастливая жизнь», названный киноведом Юрием Богомоловым «автобиографией души», — единственная режиссёрская работа Шпаликова. Картина снималась на «Ленфильме». Обсуждение сценария, написанного Геннадием, проходило в январе 1964 года на заседании редакционного совета студии, члены которого рекомендовали кинодраматургу обратить внимание на психологическую достоверность ряда эпизодов. В числе тех, кто поддержал автора, был Александр Володин, отметивший: «Очень хорошо, что в наше объединение пришёл Шпаликов. Он делает удивительные вещи…» В мае 1965 года художественный совет Третьего творческого объединения дал разрешение на запуск картины в производство — при условии, что в сцену последней встречи персонажей будут внесены смысловые уточнения, а все события, происходящие фоном на втором плане, логически свяжутся с основной сюжетной линией.
«Долгая счастливая жизнь» — это история случайной встречи, быстрого сближения и расставания жительницы сибирского городка Лены и инженера-геолога Виктора, оказавшегося в тех краях проездом. Расставаясь на следующий день после знакомства, герои ведут себя так, будто и не было накануне ни доверительных разговоров в автобусе, везущем со смены рабочих, ни планов на будущую счастливую жизнь, ни просмотра спектакля «Вишнёвый сад» в местном клубе. Включённые в сюжет ленты фрагменты спектакля по чеховской пьесе — это не только литературный фон, но и своеобразная «полемическая перекличка»: на сцене «вечный студент» Петя Трофимов призывает Аню верить ему и «быть свободной, как ветер», а чуть позже в фойе клуба Виктор произносит почти те же самые слова в диалоге с Леной: «Главное это искать что-то светлое, правильное… Никогда не нужно бояться начать свою жизнь заново».
На роль Виктора Шпаликов пригласил уже известного в ту пору Кирилла Лаврова — артиста со сложившимся «положительным имиджем». По сценарию Виктор — человек противоречивый, но актёрская «правильность» Лаврова порой не позволяет понять сложные душевные движения его героя; как заметил литературовед Анатолий Кулагин, «никак не получается избавиться от ощущения, что видишь и слышишь как минимум секретаря партбюро». Инна Гулая, игравшая Лену, более органична в своей роли. Её героиня, названная киноведом Любовью Аркус «русской Джельсоминой из заплёванного райцентра», искренне надеется, что кто-то позовёт её в иную — долгую и счастливую — жизнь. Однако утреннее появление Лены с чемоданом в доме приезжих, где остановился Виктор, воспринимается им как «вочеловеченный похмельный кошмар». По словам Аркус, «у героя Кирилла Лаврова будущее исчислялось долгими годами и многими воплощениями. Его время пришло. Для героини же и её автора — нет. <…> Их время действительно кончилось».
В финале картины Виктор, уезжающий из городка, видит из окна автобуса тянущуюся по реке самоходную баржу. В мае 1966 года сценарно-редакционная коллегия «Ленфильма», принимавшая фильм Шпаликова, рекомендовала режиссёру сделать монтажные сокращения — речь, в частности, шла о заключительных сценах: «слишком долго, утомительно для зрителя отплывает баржа». Тем не менее она сохранилась в ленте как почти буквальная «цитата» из «Аталанты» Жана Виго — рано ушедшего из жизни режиссёра, которого Шпаликов считал своим учителем в кинематографе. В текстах Геннадия был найден короткий ритмизированный набросок «О волшебном», содержавший обращение к Виго:

… и я-то — в память Вам — снял безумно длинный конец своей первой картины, — в память Вам, Виго, в память Вам, Виго, и ещё раз в память Вам, — страшно, что мы ровесники сейчас, — да — и нам бы дружить, — но что я мог сделать? — я только мог снять длинно и — безумно длинно, — идущую по воде баржу, воду, девочку с гармошкой — что я ещё мог? — это было объяснение в любви к Вам, Виго…— Геннадий Шпаликов
Картина Шпаликова, ставшая, по словам киноведа Ирины Изволовой, «финальной точкой кинематографа оттепели», был весьма прохладно принята современниками Шпаликова. В 1966 году на премьере в ленинградском Доме кино зал «голосовал ногами» — в сцене с бесконечно тянущейся баржей у зрителей, как уточняла Любовь Аркус, «нервы не выдерживали». В том же году «Долгая счастливая жизнь» получила главный приз на фестивале авторского кино в Бергамо. Шпаликов на вручение кубка не ездил — награду передали в Москву «по дипломатическим каналам».

### Шпаликов в советском кинематографе 1960—1970-х годов
В воздухе была надежда на свободу, и мы дышали этим воздухом, а как точно заметил Сергей Соловьёв, Шпаликов этот воздух создавал.
Шпаликов пришёл в кинематограф в эпоху оттепели, которая рассматривается искусствоведами как отдельная веха в культурном пространстве страны. Её недолгая история была напрямую связана с «ослаблением идеологического ошейника» и возвращением советских фильмов в контекст мирового кинопроцесса. В этот период режиссёры и сценаристы перешли к освоению камерного пространства — на экранах стал создаваться образ города, в котором живут люди, связанные между собой «чувством единства поколения». В фильмах появился новый герой — «человек думающий, а не исполняющий чью-то волю». На развитие этой темы весомо повлияла драматургия Шпаликова — его сценарии фактически заложили новые принципы сюжетосложения; благодаря им возникла поэтика, основу которой, по словам кинокритика Евгения Марголита, составило «само движение жизни». Ещё будучи старшекурсником ВГИКа, Геннадий получил приглашение в съёмочную группу «Заставы Ильича» и привнёс в картину свежее восприятие мира — драматург Анатолий Гребнев писал о его работе так: «Этот лёгкий, зыбкий, летучий диалог, эта интонация, слегка ироническая, этот юмор и неожиданный серьёз… Это был голос поколения, к которому принадлежал Шпаликов и от лица которого он говорил. Первого поколения, которое перестало бояться».
Следующая картина по сценарию Шпаликова — «Я шагаю по Москве» — продемонстрировала, что особенностью его творческого почерка является умение через короткие, напоминающие завершённые мини-новеллы, эпизоды, через диалоги и визуальные образы показывать «неуловимую материю повседневной жизни». После выхода мажорно-лирического фильма Данелии Шпаликов стал восприниматься в обществе одним из символов оттепельного романтизма. Однако другие его сценарии, написанные и раньше, и позже, опровергают мнение о том, что он существовал исключительно в рамках «прекрасной эпохи». В «Заставе Ильича» его герои живут в состоянии подспудного беспокойства; это тревожное настроение усиливается в «Долгой счастливой жизни», а в ленте «Ты и я» демонстрируется «крах всех иллюзий» шестидесятников. Шпаликов, по словам литературного критика Дмитрия Быкова, был первым советским сценаристом, герои которого вышли за рамки навязанной жизни, — он сумел «зафиксировать сюжетно протест человека против его социальной роли». Выход за пределы заданного «амплуа» обернулся драмой не только для персонажей, но и для их автора: «Из суворовца получился еретик, из любимца поколения — изгой, и всё по вечной шпаликовской неготовности соответствовать той или иной социальной роли».
Парадоксальность творческой судьбы Шпаликова заключается, по мнению Быкова, в том, что среди советских кинематографистов в его «гениальности не сомневался почти никто»; в то же время в его «профессиональном существовании почти никто не нуждался». Поздние сценарии кинодраматурга, написанные в 1970-х годах и раскрывающие «вырождение советского социума» («Девочка Надя, чего тебе надо?», «Прыг-скок, обвалился потолок»), не были поставлены ни при жизни автора, ни после его смерти.

«Оттепель» к концу 60-х годов свернулась, сдулась… Невелик оказался ресурс энергии заблуждения. <…> А что же сталось с подснежниками «оттепельной» поры? Одни увяли, как Хуциев, Ордынский, Таланкин… Другие — обратились к классике (Хейфиц, Зархи, Кулиджанов). Кто-то погрузился в лениниану (Юткевич). Трагическая участь постигла самого задушевного лирика — Геннадия Шпаликова.— Юрий Богомолов

### Стихотворения
По несчастью или к счастью, 
Истина проста: 
Никогда не возвращайся 
В прежние места. 
Если даже пепелище 
Выглядит вполне, 
Не найти того, что ищем, 
Ни тебе, ни мне.
К собственным стихам Шпаликов относился, вероятно, не столь серьёзно, как к произведениям для кино; тем не менее поэзия занимает значительное место в его творческом наследии. Лирические тексты Геннадия зачастую «кинематографичны» и порой напоминают фрагменты сценариев (например, стихотворная зарисовка «Рио-рита, рио-рита, / Вертится фокстрот, / На площадке танцевальной / Сорок первый год» — это, по мнению исследователя О. А. Виноградовой, образец «поэзии сценариста»). Другой особенностью «поэтического почерка» Шпаликова является разговорная интонация (называемая кинодраматургом Игорем Сабельниковым «поэтическим говорением») — его лирический герой настроен на искренний диалог, он нуждается в понимающем собеседнике: «Ты невпопад кивай мне головой, / И я растроган буду и доволен». Попытки быть услышанным удаются далеко не всегда, поэтому в текстах Геннадия доверчивость соседствует с потерянностью. Эти противоречащие друг другу мотивы, присущие поэтическому миру Шпаликова, Виноградова назвала смысловой «оппозицией „открытость — одиночество“». По её мнению, внутренний разлад героя связан с драматизмом эпохи: в творческой среде в годы оттепели культивировались дружелюбие, оптимизм и «общность мироощущения», однако при столкновении с проблемами человек нередко оставался в одиночестве. В этом смысле показательным является шпаликовское стихотворение «Людей теряют только раз», в котором автор, с одной стороны, болезненно воспринимает ночной уход товарища, а с другой — предлагает использовать любой шанс, чтобы переломить безнадёжную ситуацию: «Немедленно его вернём, / Поговорим и стол накроем, / Весь дом вверх дном перевернём / И праздник для него устроим».

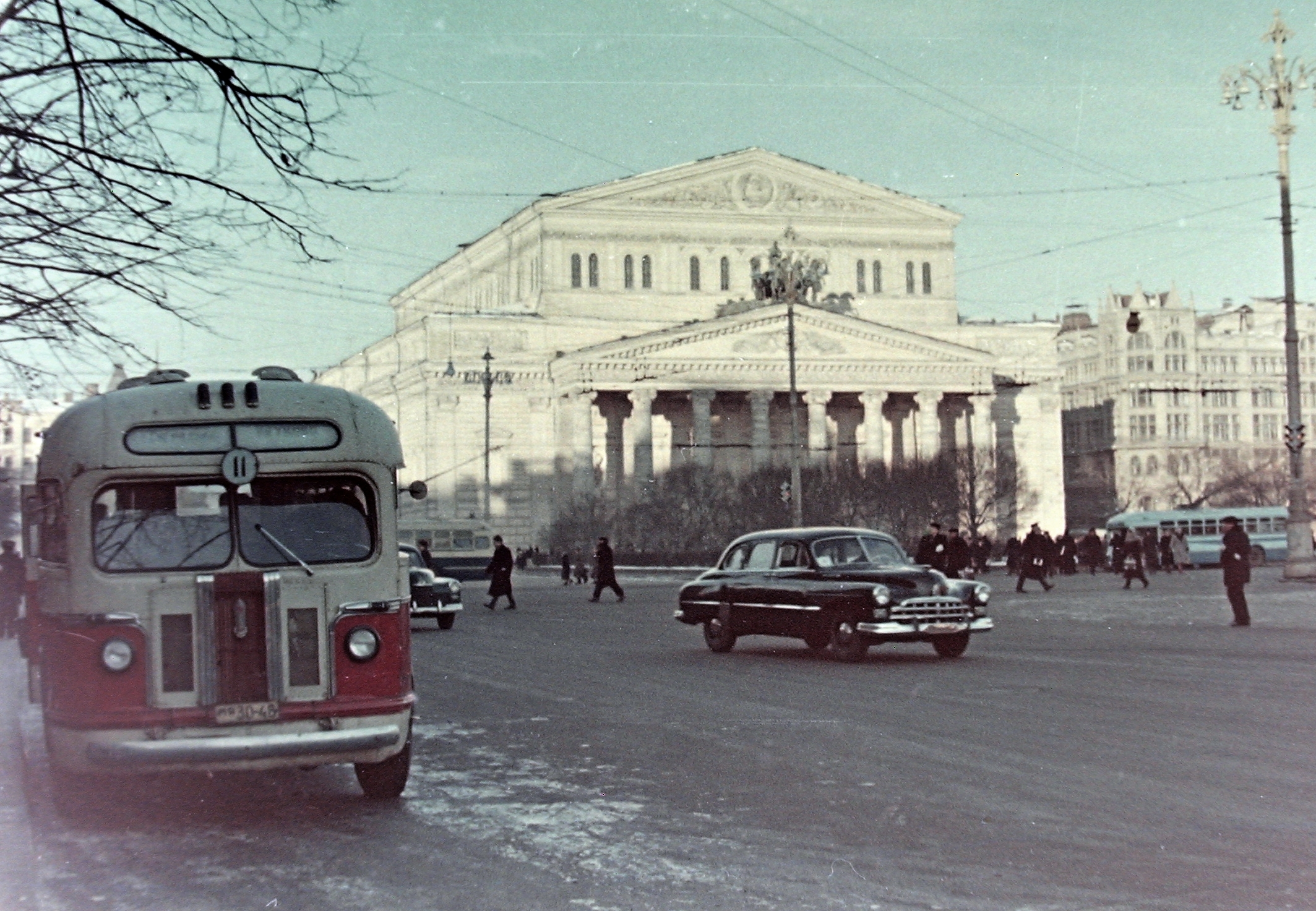
Москва. Конец 1950-х годов

Литературовед Анатолий Кулагин выделяет в стихах Шпаликова образ города. Среди них есть произведения, ориентированные на узкий круг друзей, которые появились в основном в ранней молодости автора. Такие тексты, как правило, представляют собой дружеские посвящения с включёнными в них топонимами; в них обыгрываются ситуации и отображаются обстоятельства, которые понятны лишь людям из «ближнего круга» автора. К примеру, оператору Александру Княжинскому, дом которого находился рядом с Тишинским рынком, адресованы шпаликовские строки: «Тишинский рынок, ах, Княжинский рынок, / Надменные чистильщики ботинок». В другом стихотворении упоминается поэтесса Белла Ахмадулина, которая в конце 1950-х годов жила неподалёку от Песчаной улицы: «На Песчаной — всё песчано, / Лето, рвы, газопровод, / Белла с белыми плечами, / Пятьдесят девятый год, / Белле чёлочка идёт».
«Городской текст» Шпаликова включает и произведения, которые автор исполнял под гитару в небольших компаниях (в фонограммах поэта сохранилось не более десяти таких песен, хотя, по воспоминаниям очевидцев, личный репертуар Геннадия был шире). Они тоже имели шуточно-пародийный характер, но заложенные в них сюжетные обобщения давали этим текстам право «на условный выход за пределы ситуации дружеского общения». Возможно, именно желание открыть эти стихи для «бо́льшей публичности» привело поэта к мысли облечь их в песенную форму. История одного из таких произведений связана с мемориальной доской, сообщавшей, что в двухэтажном доме в Гагаринском переулке жил коллекционер Павел Нащокин, в гостях у которого останавливался Пушкин. Для Шпаликова, часто проходившего мимо здания с памятной табличкой, эта информация стала поводом для написания ироничного стихотворения «Я шагаю по Москве, / Как шагают по доске», в котором пересекаются реальность и вымысел: «Здесь когда-то Пушкин жил, / Пушкин с Вяземским дружил, / Горевал, лежал в постели, / Говорил, что он простыл».
Наконец, среди «городских» текстов Шпаликов есть лирические произведения исповедального характера, связанные с бесприютностью и неприкаянностью. Геннадий не обрёл настоящего дома ни в первом, ни во втором браке; в последние годы он скитался, и пристанищем поэта стали улицы: «Не принимай во мне участья / И не обманывай жильём, / Поскольку улица, отчасти, / Одна — спасение моё…» Мотив жизненной неустроенности обнаруживается и в таких «городских» произведениях Шпаликова, как «Садовое кольцо», «Переделкино», «В ту зиму».
Первый сборник Шпаликова «Избранное», включавший стихи, песни, заметки и сценарии, вышел в издательстве «Искусство» уже после смерти поэта — в 1979 году (составитель — Маргарита Синдерович, предисловие Евгения Габриловича и Павла Финна). Ряд текстов был отклонён цензурой, однако оформитель книги Михаил Ромадин сумел обойти запреты контролирующих органов. Художник разместил в сборнике рисунок с изображением поэта и пишущей машинки, из которой вылетают листки с названиями произведений, не допущенных к печати.

### Песни
Шпаликов не считался представителем бардовского движения, однако авторские песни, когда стихи, музыка, исполнение и гитарное сопровождение принадлежат одному человеку, у него были. Вспоминая об одном из совместных «гитарных вечеров», режиссёр Пётр Тодоровский рассказывал о том, что «сохранились очень хорошие записи, где Генка поёт, Окуджава поёт, я им подыгрываю…» Коллекционерам известна так называемая «венгеровская плёнка», на которой записано десять песен Шпаликова в его же исполнении. По данным исследователей Александра Петракова и Олега Терентьева, запись была сделана в Ленинграде в 1965 году, в квартире режиссёра Владимира Венгерова. Иной точки зрения придерживается текстолог Андрей Крылов, считающий, что на магнитофонной ленте сведены песни, исполнявшиеся Шпаликовым в разное время и, возможно, в разных городах. Эти разрозненные записи для Венгерова, не имевшего дома своей аппаратуры, по мнению Крылова, соединил его студийный приятель.
О, что напела мне страна?
Какие пали дивиденты?
Поёт и тенор и шпана —
А мне положены проценты.
Позже Венгеров отправил эту плёнку композитору и автору-исполнителю Сергею Никитину. На основе этой записи, а также текстов, включённых в сборник «Избранное», Никитин сочинил десять песен на стихи Шпаликова: «Я буквально бредил этими строчками… „Людей теряют только раз и, след теряя, не находят…“, „Остаётся во фляге невеликий запас…“, „Рио-рита, рио-рита, вертится фокстрот…“, „Я к вам травою прорасту…“». На «венгеровской плёнке» есть, среди прочих, песня «Ах, утону я в Западной Двине», написанная Шпаликовым в 1961 году как подарок на день рождения его товарищу Валерию Вайлю. «Поэтический парадокс», заложенный в этом произведении, заключается в том, что речь в нём идет о смерти, однако трагическая тема обыгрывается в пародийно-ироничном ключе. Рассказывая о товарищах, которые проводят его в последний путь без траурно-официального ритуала, автор сообщает: «Они меня на кладбище снесут, / Простят долги и старые обиды, / Я отменяю воинский салют, / Не надо мне гражданской панихиды…» Песню «Ах, утону я в Западной Двине» исполнял также молодой Владимир Высоцкий. В 1991 году её спел Александр Абдулов в фильме «Гений» (композитор Эдуард Артемьев).
Первой песней Шпаликова, прозвучавшей с экрана, стала «Палуба» — в 1962 году она была включена в короткометражку «Трамвай в другие города» (композитор Борис Чайковский) и картину «Коллеги» (композитор Юрий Левитин, исполнитель Олег Анофриев). По словам Анатолия Кулагина, интерес к «пароходно-речной» тематике возник у Геннадия во время работы над сценарием «Причал». Песня «Палуба», несмотря на смысловые неточности (речная навигация невозможна в условиях ледохода), часто звучала по радио. Свидетельством её популярности стала «ушедшая в народ» пародийная перефразировка, сочинённая безымянным автором: «На меня надвигается / По реке битый лёд. / Ну и пусть надвигается: / У меня огнемёт. / Нажимаем на кнопочку — / Лёд растаял в огне. / Можно выпить и стопочку, / Можно выпить и две».
В 1963 году на экраны вышел фильм «Я шагаю по Москве». Спустя годы Шпаликов, пребывая в безденежье и живя возле пельменной в Сокольниках, говорил: «Если бы каждый, кто поёт мою песню „А я иду, шагаю по Москве“, дал мне по рублю, я был бы миллионером». Песня, начинающая строчкой «Бывает всё на свете хорошо…», звучит в конце картины и сопровождается финальными титрами. Существуют разные версии, связанные с историей её создания. По воспоминаниям Наталии Рязанцевой, текстовая основа была придумана во время их случайной встречи у кассы Российского общества охраны авторских прав (РООАП), состоявшейся уже после развода. В тот день, прогуливаясь с Рязанцевой по улицам Замоскворечья, Геннадий искал стихотворную тему и интересовался мнением бывшей жены — ей запомнились напеваемые им строчки «про тундру, тайгу и фиалки».
Согласно версии другого очевидца и участника событий — Евгения Стеблова, Шпаликов набросал текст в зале ресторана «София» на площади Маяковского («едва ли не на меню»), наблюдая через окно за процессом съёмок сцены прохода Саши и Кольки под эстакадой. Существует также режиссёрская версия появления текста, воспроизведённая в воспоминаниях Данелии. По словам режиссёра, в тот момент, когда он и оператор фильма Вадим Юсов устанавливали аппаратуру на крыше «Софии», на улице появился сценарист. Увидев его, Данелия в ультимативной форме прямо с крыши — через мегафон — потребовал немедленно сочинить текст. В ответ Шпаликов предложил использовать своё ранее написанное стихотворение «Я шагаю по Москве, / Как шагают по доске». Вариант был отвергнут режиссёром как не ложащийся на уже написанную музыку композитора Андрея Петрова. Пока шли съёмки эпизода, поэт всё же написал окончательный вариант, который и прозвучал в фильме. Песня была в дальнейшем принята худсоветом, но с одной поправкой. В строке последнего куплета «Над лодкой белый парус распущу, / Пока не знаю где…» представители худсовета потребовали заменить слова на «Пока не знаю с кем», увидев в оригинальном варианте намёки на возможную эмиграцию из СССР. В окончательную редакцию песни не вошёл куплет-цитата: «Москва, Москва, люблю тебя как сын, / Как русский пламенно и нежно, / Люблю поток твоих машин / И летний ветер свежий».

Песня Шпаликова и Петрова, которая дала название фильму, а вместе с ним свободный «стихотворный» ритм, стала частью массовой культуры и восприятия Москвы того времени. <…> Единственная песня, которую поёт юный герой Михалкова в финале, входит в структуру композиции не как музыкальный номер, а как итоговая сцена, неожиданно вырастающая из всего предыдущего действия, из атмосферы среды. — Наталья Баландина
Песни Шпаликова звучали также в фильмах «Пока фронт в обороне» («Я жизнью своею рискую…»), «Рабочий посёлок» («Спой ты мне про войну»), «Мальчик и девочка» («Солдатская песня», «Дорожная песня», «Подводная царица») и других. В 1983 году Пётр Тодоровский включил песню «Городок провинциальный…» («Рио-рита, рио-рита, вертится фокстрот») в свою картину «Военно-полевой роман».

## Последние годы. Смерть
В общем, мне, конечно, не повезло. Хотя что такое — повезло? Этого я тоже не знаю, но, в общем-то, могу представить. Я не строил свою жизнь по подобию тех, кто мне нравился, и не потому, что этого не хотел, не мог, хотя, наверно, уж не мог; но то, как всё у меня в конце концов сложилось, глубоко меня не устраивает и очень давно уже.
В начале 1970-х годов стихотворение Шпаликова «Меняют люди адреса…» обрело для него буквальный смысл: в жизни поэта и сценариста наступил период скитаний. Трёхкомнатную квартиру в доме № 43 (ныне дом № 11) на Большой Черёмушкинской улице, полученную в результате обмена, Шпаликов оставил жене и дочери. После ухода из семьи «менять адреса» ему приходилось постоянно. Шпаликов то ночевал у поэта Евгения Евтушенко, то задерживался на несколько дней в доме прозаика Лидии Чуковской, то на время получал ключи от творческой мастерской артиста Василия Ливанова. Иногда, не решаясь беспокоить знакомых, он днём писал стихи и сценарии на телеграфных бланках в почтовых отделениях, а ночи проводил на чердаках или парковых скамейках. Своеобразной иллюстрацией к настроению и самочувствию Шпаликова, изменившемуся даже внешне из-за бесприютности и развивающихся болезней (в том числе цирроза печени), служат его строки: «Прощай, Садовое кольцо, / Я опускаюсь, опускаюсь / И на высокое крыльцо / Чужого дома поднимаюсь».

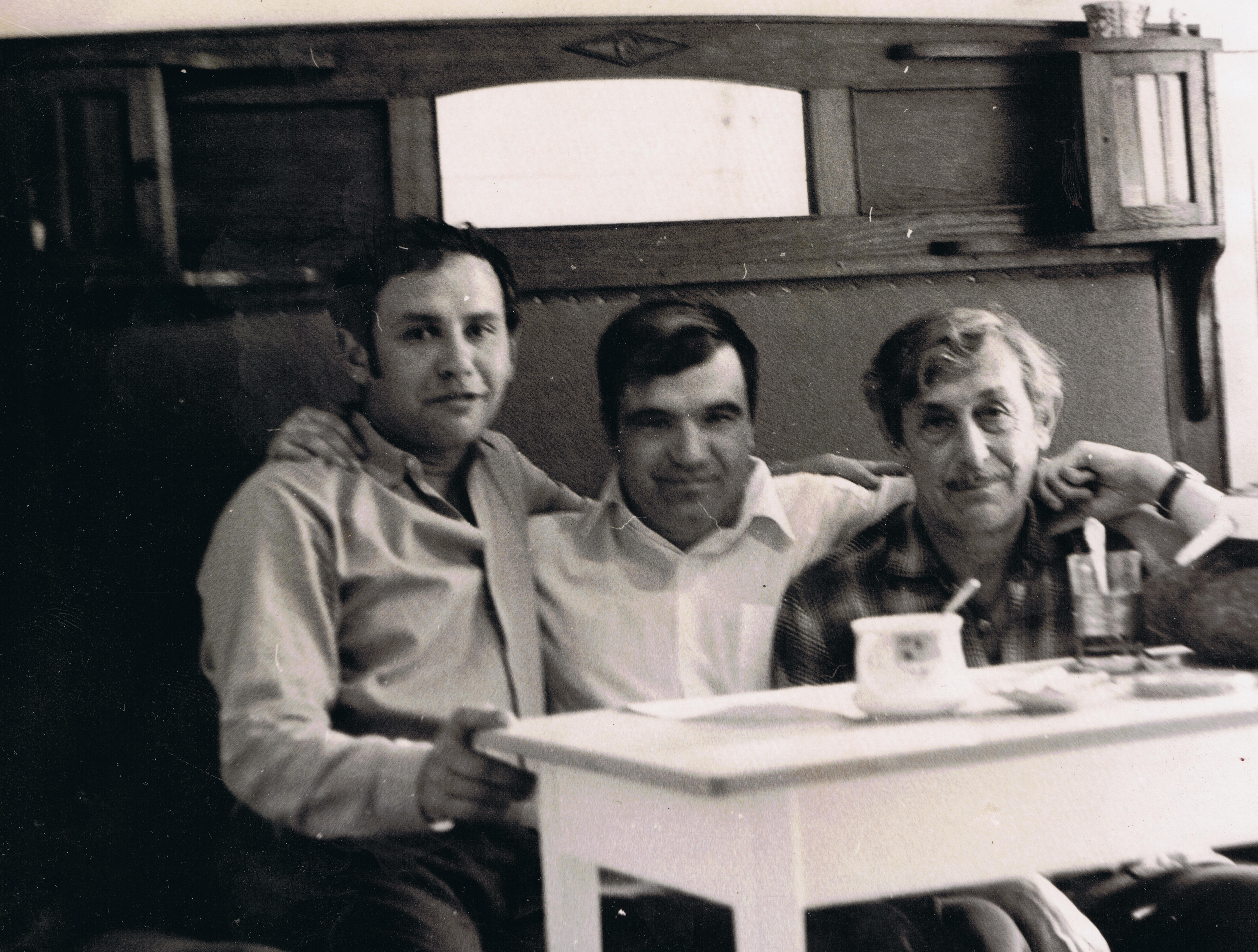
Слева направо — Виктор Кондырев, Геннадий Шпаликов, Виктор Некрасов (отчим Кондырева). Киев. 1974

Друзья и знакомые Шпаликова пытались по мере возможности ему помочь. Так, в начале 1974 года мать Василия Ливанова — Евгения Казимировна — отправила в журнал «Юность» подборку стихотворений Шпаликова. Они вернулись обратно вместе с письмом от главного редактора Бориса Полевого, который, назвав автора лирических текстов человеком с «безусловным поэтическим даром», сообщил, что присланные произведения «слишком интимные для того, чтобы вынести их на суд читателей такого многотиражного журнала, как „Юность“». На «Мосфильме» члены худсовета Третьего творческого объединения, возглавляемого Юлием Райзманом, поддержали заявку Шпаликова на экранизацию чеховской «Скучной истории». В заявке Шпаликов подробно изложил концепцию будущей ленты, отметив, что хотел бы снять её в той же стилистике, что и «Долгую счастливую жизнь». Однако до заключения договора дело не дошло — руководство студии вынесло резолюцию: «Непонятно, о чём будет фильм». В последний год жизни Шпаликов немало времени проводил с давним товарищем — писателем Виктором Некрасовым. Они встречались и в Киеве, куда кинодраматург ездил за материалами для задуманного сценария о суворовском училище «Воздух детства», и в Москве. Впоследствии Некрасов вспоминал, что весной 1974 года «чуть ли не силком сводил его к врачу. Он обещал выдержать до конца. Не выдержал. Опять запил».

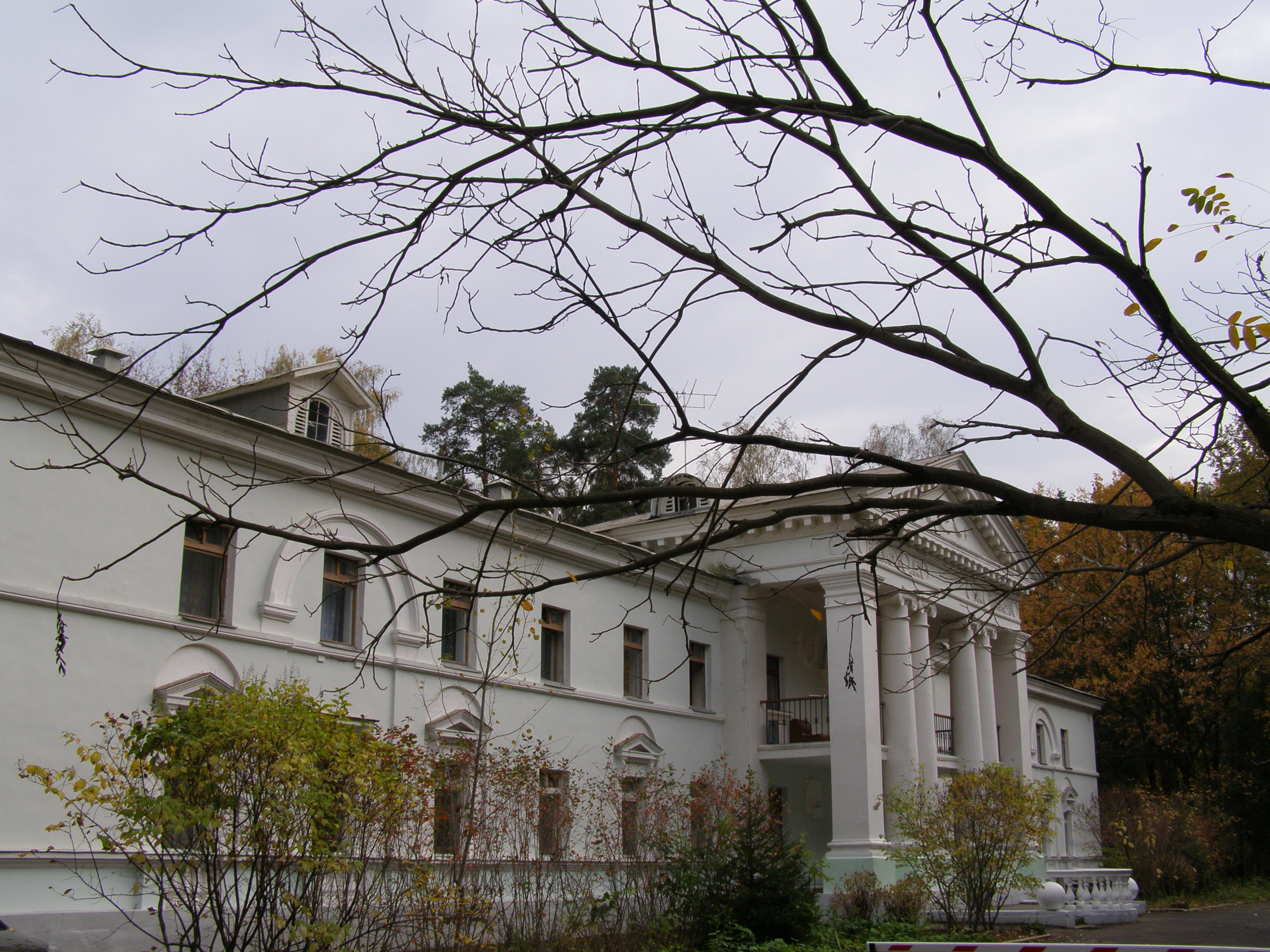
Переделкино. Дом творчества писателей. Главный корпус

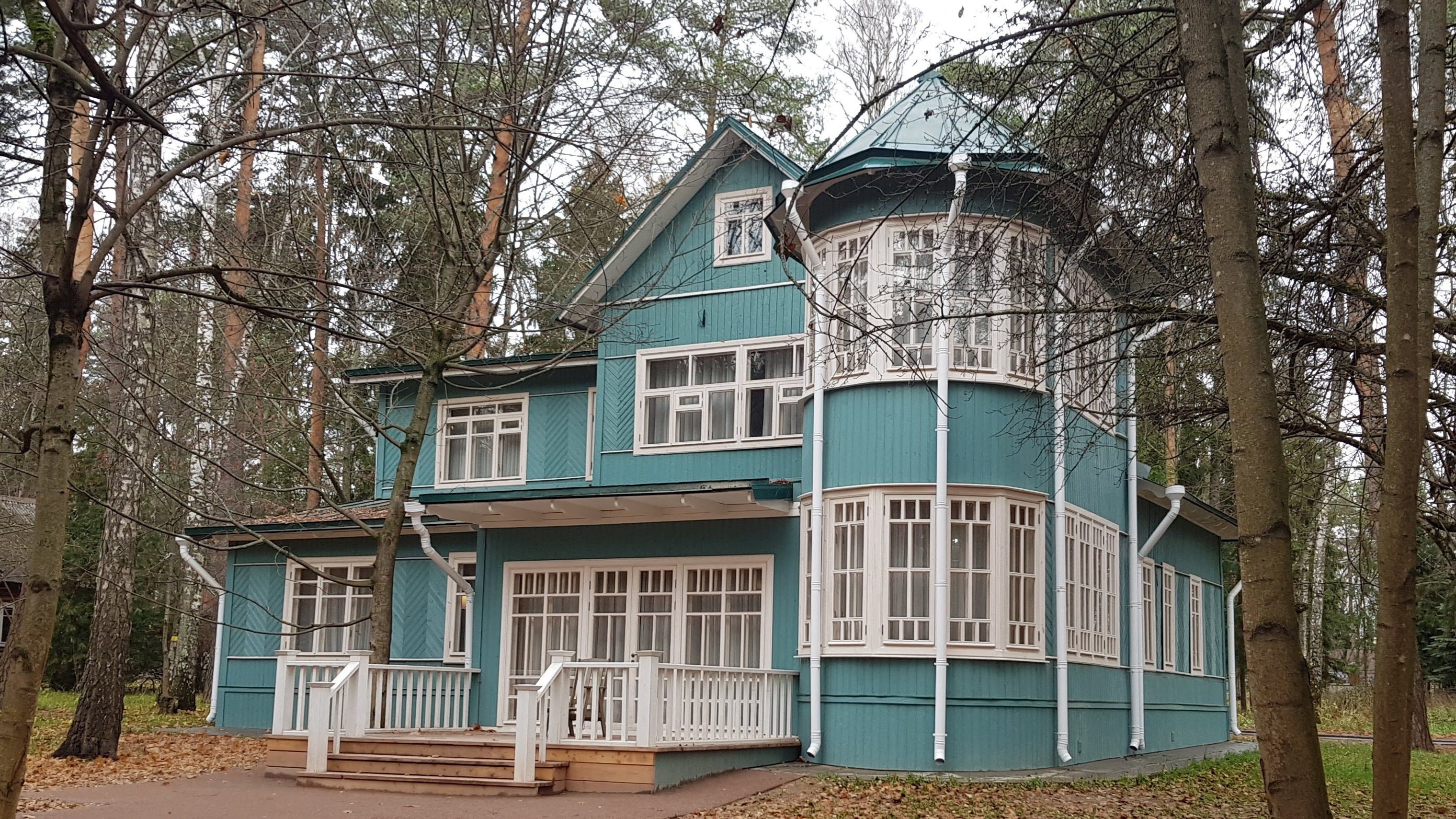
Дом в Переделкино, где покончил с собой Геннадий Шпаликов

Осенью 1974 года Шпаликов получил путёвку на заселение в Дом творчества писателей «Переделкино»; ему досталась комната № 6 на втором этаже небольшого коттеджа, расположенного возле главных ворот. 1 ноября 1974 года Шпаликов прибыл из Переделкина в Москву, на Новодевичье кладбище, где открывался памятник режиссёру Михаилу Ромму, скончавшемуся тремя годами ранее. Шпаликов, по словам редактора «Мосфильма» Эллы Корсунской, ходил среди знакомых кинематографистов неприкаянный, не пытаясь примкнуть к отдельным группам; ей запомнился чёрный плащ сценариста и длинный красный шарф. В тот день Шпаликов взял в долг небольшую сумму денег у писателя-сатирика Григория Горина и пригласил молодого киноведа Ольгу Суркову в кафе гостиницы «Юность». Там Шпаликов купил две бутылки вина, одну из которых, неначатую, позже привёз в Переделкино. Утром 2 ноября, когда он не пришёл на завтрак, проживавший по соседству Горин забрался с улицы на второй этаж и, разбив стекло, проник в комнату № 6. Горин — врач по образованию — обнаружил Шпаликова мёртвым. Шпаликов покончил с собой, повесившись на красном шарфе. Ему было 37 лет. На столе стояла недопитая бутылка «Цинандали» и лежала (по данным режиссёра Сергея Соловьёва со ссылкой на Горина) раскрытая сберегательная книжка Шпаликова — на его счету оставалось 57 копеек.

Пятого ноября семьдесят четвёртого, в дождь, мы все — очень много тогда нас было — потрясённо похоронили его на Ваганьковском кладбище. Там у него место оказалось — рядом с любимой бабушкой, которая когда-то вязала ему тёплые носки.— Павел Финн

## Память

Фигура Шпаликова (крайняя слева) — часть скульптурной композиции у входа во ВГИК имени С. А. Герасимова

Похоронен Шпаликов на Ваганьковском кладбище. На памятнике высечены строки из его песни: «Страна не пожалеет обо мне, Но обо мне товарищи заплачут». Через год после смерти Геннадия его товарищи организовали первый вечер, посвящённый памяти кинодраматурга. Мероприятие проходило в Литературном музее. По словам Юлия Файта, выступавший там литературовед Дмитрий Урнов заметил, что существует своеобразная поэтическая перекличка между шпаликовским «Я шагаю по Москве, / Как шагают по доске» и стихами Пушкина и Лермонтова о Москве.

Могила Шпаликова на Ваганьковском кладбище Москвы

24 июня 2003 года на стене здания № 13 по 1-й Тверской-Ямской улице появилась мемориальная доска с надписью: «В этом доме с 1956 по 1960 год жил и работал поэт и кинодраматург Геннадий Федорович Шпаликов». Павел Финн рассказывал об открытии памятной доски на страницах журнала «Искусство кино» так: «C мощным, внушительным лицом, похожий на Маяковского в роли Мартина Идена, <…> между конструктором вертолётов Камовым — мемориальная доска — и клоуном Карандашом — мемориальная доска — и входом в магазин „Hugo Boss“ увековечен — ну и дела! — мой друг. Наш друг. Наша вечная любовь и вечная боль». Через два с половиной года, в ноябре 2005 года, мемориальная доска появилась и в Киеве — городе, где прошли отроческие и юношеские годы Шпаликова. Она установлена в офисе Ассоциации выпускников суворовских военных училищ «Кадетское содружество». В октябре 2011 года памятная доска открылась на родине сценариста — в городе Сегеже (автор проекта Алексей Варухин). Доска находится на фасаде здания местного музея. На ней запечатлены портрет Шпаликова и фрагмент киноплёнки; на чёрном камне высечена фраза из автобиографии кинодраматурга: «Я родился 7 сентября 1937 года в городе Сегеже в Карелии».

Мемориальная доска на доме, где с 1956 по 1960 год жил Шпаликов

1 сентября 2009 года состоялось открытие памятника трём выпускникам ВГИКа — Андрею Тарковскому, Геннадию Шпаликову, Василию Шукшину. Их бронзовые фигуры, выполненные скульптором Алексеем Благовестновым, разместились на ступеньках возле входа в киноинститут. На церемонии открытия режиссёр Сергей Соловьёв сказал, что этот памятник — не только людям, во многом определившим облик «отечественной и мировой кинематографии второй половины XX века», но и всему вгиковскому сообществу, особенно «оттепельному».
Архив Шпаликова, содержавший фотографии, законченные и незавершённые произведения, заметки, наброски, после смерти кинодраматурга хранился сначала у его матери Людмилы Никифоровны Шпаликовой, затем — у Юлия Файта. Он передал их в Музей кино. О поэте и кинодраматурге снят ряд документальных фильмов. Одна из картин — лента Олеси Фокиной «Геннадий Шпаликов. Жизнь обаятельного человека» — была удостоена кинопремии «Ника» за 2018 год в номинации «Лучший неигровой фильм». Не все проекты, связанные с увековечением памяти Шпаликова, оказались реализованными. Так, к пятидесятилетию кинодраматурга Союз кинематографистов СССР планировал учредить «ежегодную премию имени Геннадия Шпаликова за лучший сценарий года». Несмотря на принятое секретариатом СК СССР решение, эта идея осталась неосуществлённой.

## Комментарии
1. ↑  Цитаты из приказа по «Мосфильму» от 31 августа 1960 года: «…Кандидатуры на роль „Кати“, представленные съёмочной группой на утверждение, даже после повторных и дополнительных кинопроб оказались неприемлемыми…»; «Работу по фильму „Причал“ временно приостановить и съёмочную группу расформировать»[39].
2. ↑  Цитаты из акта о списании убытков от 12 января 1961 года: «…Крайне неудачные климатические условия лета 1960 года /сплошная облачность и непрерывные дожди/, а также неблагоприятные прогнозы погоды на август-сентябрь сделали дальнейшие поиски актрисы на роль Кати нецелесообразными, так как большая часть фильма должна была сниматься на летней натуре в городе Москве, а перенесение съёмок на глубокую осень практически было невозможно»[39].
3. 1 2  В ряде изданий, а также в некоторых документальных фильмах, посвящённых Шпаликову, присутствует информация о предсмертной записке, обнаруженной в комнате Шпаликова («Вовсе это не малодушие — не могу я с вами жить. Не грустите. Устал я от вас. Даша, помни. Шпаликов»). Сведения о предсмертной записке опровергаются режиссёром Сергеем Соловьёвым (со ссылкой на Григория Горина); о ней нет никаких данных в воспоминаниях близких друзей сценариста, в том числе в книге «Сегодня вечером мы пришли к Шпаликову», где среди авторов — Наум Клейман, Наталия Рязанцева, Андрей Хржановский, Михаил Ромадин, Юлий Файт, Марлен Хуциев и многие другие[181][182][47].
4. ↑  Вопрос о том, была ли лекарственная передозировка «сознательным шагом» или же Инна по ошибке не рассчитала дозу снотворного, обсуждался исследователями, однако точными данными они не располагают[49].
5. ↑  Подобная деталь была у Шпаликова и в «Причале»[66].
6. ↑  На Венецианском кинофестивале 1972 года фильм «Ты и я» принёс Ларисе Шепитько Серебряный приз программы «Венеция — молодёжь»[99][100]. В прокате СССР фильм собрал примерно от 2,5 до 5 млн зрителей[101].
7. ↑  В 2016 году в ряде СМИ прошла информация, что режиссёр Андрей Эшпай приступает к съёмкам фильма по сценарию Шпаликова «Прыг-скок, обвалился потолок»; было заявлено, что главные роли исполнят Чулпан Хаматова и Кирилл Плетнёв. О результатах этой работы (по состоянию на конец 2020 года) ничего не известно[119][118].
8. ↑  Не исключено, что тему этого мультфильма обыграл позже Михаил Жванецкий в своей миниатюре «У кассы»: «— Нет, я всё-таки Сидоров — кассир!»[122]
9. ↑  В картину включены фрагменты подлинной мхатовской постановки с участием Аллы Тарасовой, Алексея Грибова и других артистов[131].